# Cinéma fantastique
 Pour plus de détails, voir le corps de l'article.
Le cinéma fantastique est un genre cinématographique regroupant des films faisant appel au surnaturel, à l'horreur, à l'insolite ou aux monstres. L’intrigue se fonde sur des éléments irrationnels, ou irréalistes. Le genre se caractérise par sa grande diversité : il regroupe des œuvres inspirées du merveilleux, des films d'horreur faisant appel à l'épouvante, au cauchemar, à la folie. Bien que représentant un genre à part entière, le cinéma de science-fiction se rattache au fantastique en mettant en scène des faits considérés comme impossibles, et qui s'accompagnent pour certains d'entre eux, d'horreur et d'épouvante (Alien de Ridley Scott, The Thing de John Carpenter). Le cinéma fantastique tire son origine de la littérature du même genre, et commence par adapter les œuvres classiques comme Frankenstein ou le Prométhée moderne ou Dracula.
L'histoire du cinéma fantastique se découpe en plusieurs périodes : à commencer, durant le cinéma muet, par les films de Georges Méliès, précurseur du genre, et l’expressionnisme allemand. La période du cinéma parlant voit l’essor du fantastique hollywoodien des années 1930 et 1940. Les années 1950 sont marquées par l'apparition de mutants post-atomiques et d'extra-terrestres, tandis que les années 1960 voient la domination du genre gothique marqué par les films britanniques de la Hammer Film Productions. Dans les années 1970 et 1980 le réalisme fantastique, et le cinéma gore s'imposent dans le genre, et à partir des années 2000 ce sont les blockbusters en images de synthèse.

## Définition et délimitations
Le fantastique se définit par rapport à l'irrationnel et à l'anormalité. Pierre-Georges Castex écrit dans Le Conte fantastique en France (1951) que c'est « une intrusion brutale du mystère dans le cadre de la vie réelle »,. Cette intrusion se fait toujours dans un environnement donné pour réel, dont l'irruption d'un élément anormal fait contraste et justifie son caractère fantastique, sans pour autant que l'élément en question appartienne au surnaturel. Il peut être simplement monstrueux comme la créature de Frankenstein, ou inexpliqué comme une attaque de mouettes dans le film Les Oiseaux d'Hitchcock. Le fantastique ne se définit pas selon un contexte particulier, un récit fantastique peut concerner n'importe quelle époque, et se dérouler dans un lieu réel ou imaginaire mais dont la dimension est cohérente.
Les frontières du fantastique au cinéma sont floues et poreuses. Le genre avoisine avec le merveilleux, la fantasy, la science-fiction et l'horreur, et n'existe pas dans la liste des genres cinématographiques hollywoodiens, qui lui substitue le genre horror movies (cinéma d'horreur). Dans un article publié en mars 1982 dans L'Écran fantastique intitulé « Tentative de définition du fantastique », Jean-Claude Romer comprend le genre dans six catégories : le fantastique stricto sensu, qui est rattaché au folklore et à la tradition, autour des légendes, des fantômes, des vampires, des loups-garous et des sorcières. Selon sa définition « on peut parler de Fantastique lorsque, dans le monde réel, on se trouve en présence de phénomènes incompatibles avec les lois dites "naturelles". »; la science-fiction, qui concerne autant Frankenstein, que RoboCop autour de thèmes en rapport avec « l'intervention d'une intelligence dans le processus de phénomènes incompatibles avec les lois dites "naturelles". »; l'anticipation, qu'il distingue de la science-fiction car tout en se situant dans un monde futur, les phénomènes sont « compatibles avec les lois dites "naturelles". » et concerne des films comme Rollerball, ou Mad Max; l'insolite avec des films comme la Monstrueuse Parade, ou Elephant Man sur l'irruption de la bizarrerie dans un monde réel; l'épouvante basée sur des phénomènes en rapport avec la peur et comprenant des films comme Psychose ou Rosemary's Baby; et le merveilleux qui appartient au domaine des contes de fées, de la fantaisie et de la mythologie, avec des films comme La Belle et la Bête, ou Le Choc des Titans.

### Fantastique et science-fiction
La science-fiction, quoique partageant des frontières communes, et des thèmes comparables autour de l'extra-terrestre qui, comme le monstre, s'introduit dans un monde réel, ou sur des mutations et transformations dues à des expériences scientifiques auxquelles se rattachent aussi l'histoire du docteur Jekyll ou de l'homme invisible, représente cependant pour Frank Henry un genre spécifique. Pour Michel Chion, la caractéristique fondamentale de la science-fiction est liée à l'emploi de machines et de procédés créés par un savoir scientifique, donnant un caractère rationnel à ce qui serait présenté comme miraculeux dans le fantastique.
Pour Gérard Lenne par contre, la science-fiction est un « conglomérat hétéroclite » constitué de fusées, de robots ou de martiens, et n'est pas une catégorie cohérente. La science-fiction est fantastique, car elle est conçue sur le même schéma : un danger inconnu qui menace l'homme. Les éléments scientifiques sont liés à un dérèglement, une folie. Elle reprend en les transformant les mythes du fantastique et du merveilleux, comme l'envahisseur venu d'un autre monde qui n'est que l'avatar d'un autre type d'envahisseur nocturne, le vampire, ou le Keija popularisé par Godzilla, extension futuriste du thème de la bête géante, dont King Kong est le modèle originel, associé au mythe du dragon oriental. Pour autant Lenne n'englobe pas toute la science-fiction dans le fantastique, car une partie liée à la littérature ancienne, représentée par Jules Verne, concerne plus le genre de l'aventure.

### Fantastique et horreur
L'horreur ou l'épouvante, est basée sur la peur ou la répulsion ressentie par le spectateur, elle ne nécessite pas forcément le recours à l'irrationnel ou à l'anormalité. Frank Henry prend comme exemple le final sanglant de Taxi Driver film n'appartenant pas au genre du fantastique. Selon Éric Dufour dans son ouvrage Le cinéma d'horreur et ses figures, ce qui distingue le fantastique de l'horreur tient à la structure narrative des films. Le fantastique en tant que genre du cinéma traditionnel, fait progresser l'action de sorte que la situation initiale du récit est modifiée par l'action des personnages. Alors que dans le film d'horreur la situation du récit ne se modifie pas en dépit de l'intervention des protagonistes. Les événements demeurent bloqués et donnent une impression de répétition du fait que la situation ne connaît aucune progression narrative entre le début et la fin; l'horreur est « comme le cauchemar, c'est-à-dire la répétition du même ». Ainsi Dufour exclut du genre de l'horreur les films expressionnistes et les horror movies hollywoodiens, car ils entrent nettement dans une structure narrative classique du cinéma traditionnel.
L'autre critère qui distingue les deux genres, vient de la manière dont les films se concluent. Dufour se basant sur Lenne, définit le fantastique comme un combat de l'ordre contre un désordre, dans le fantastique la fin ne peut aboutir qu'à une victoire du premier contre le second, il se finit bien, là où un film d'horreur lui, ne se finit pas. L'auteur compare les deux fins de La Chose d'un autre monde de Christian Nyby et de son remake The Thing par John Carpenter : le premier appartient au genre fantastique par l'élimination de la chose et le retour à l'ordre selon le schéma du mal vaincu par le bien, tandis que la conclusion du remake est ouverte, le spectateur ne sait pas à la fin du film si la chose, qui assimile ses victimes en prenant leurs apparences, a été définitivement éliminée, ou si, des deux survivants, l'un ou l'autre n'a pas été contaminé; ce qui en fait un film d'horreur. Le film d'horreur se différencie du fantastique par son refus de toute finalité.
À la suite de Philippe Rouyer qui, dans son ouvrage sur le cinéma gore, fait naître le genre avec Blood Feast, Dufour ajoute Psychose d'Hitchcock qui représente la première référence du cinéma d'horreur, en exposant certaines des caractéristiques fondamentales du genre.

### Fantastique et merveilleux
Le merveilleux qui appartient au monde de l'enfance et de la féerie, est différent du fantastique, car pour Franck Henry, dans un monde irréel l'extraordinaire constitue la norme, il n'y a donc pas intrusion d'éléments anormaux qui justifieraient le fantastique. Gérard Lenne aussi, exclut le merveilleux du fantastique, et même l'y oppose sur plusieurs points. Il appartient au cadre exclusif de l'imaginaire et ne rencontre pas le réel. Au cinéma, le merveilleux s'exprime pleinement dans les dessins animés de Walt Disney ou les marionnettes animées de Jiří Trnka, et a plus de mal à convaincre en prise de vues réelles, comme dans Le Magicien d'Oz. Le merveilleux peut être considéré comme « l'enfance du fantastique ». Les premiers réalisateurs du fantastique ont d'abord puisé leur inspirations dans la matière du féérique pour réaliser les premiers films du genre, à commencer par Méliès. Plusieurs thèmes et figures sont à la confluence des deux genres, comme les fantômes ou les spectres, ou encore le mythe de Faust.

## Histoire

### Les précurseurs du muet

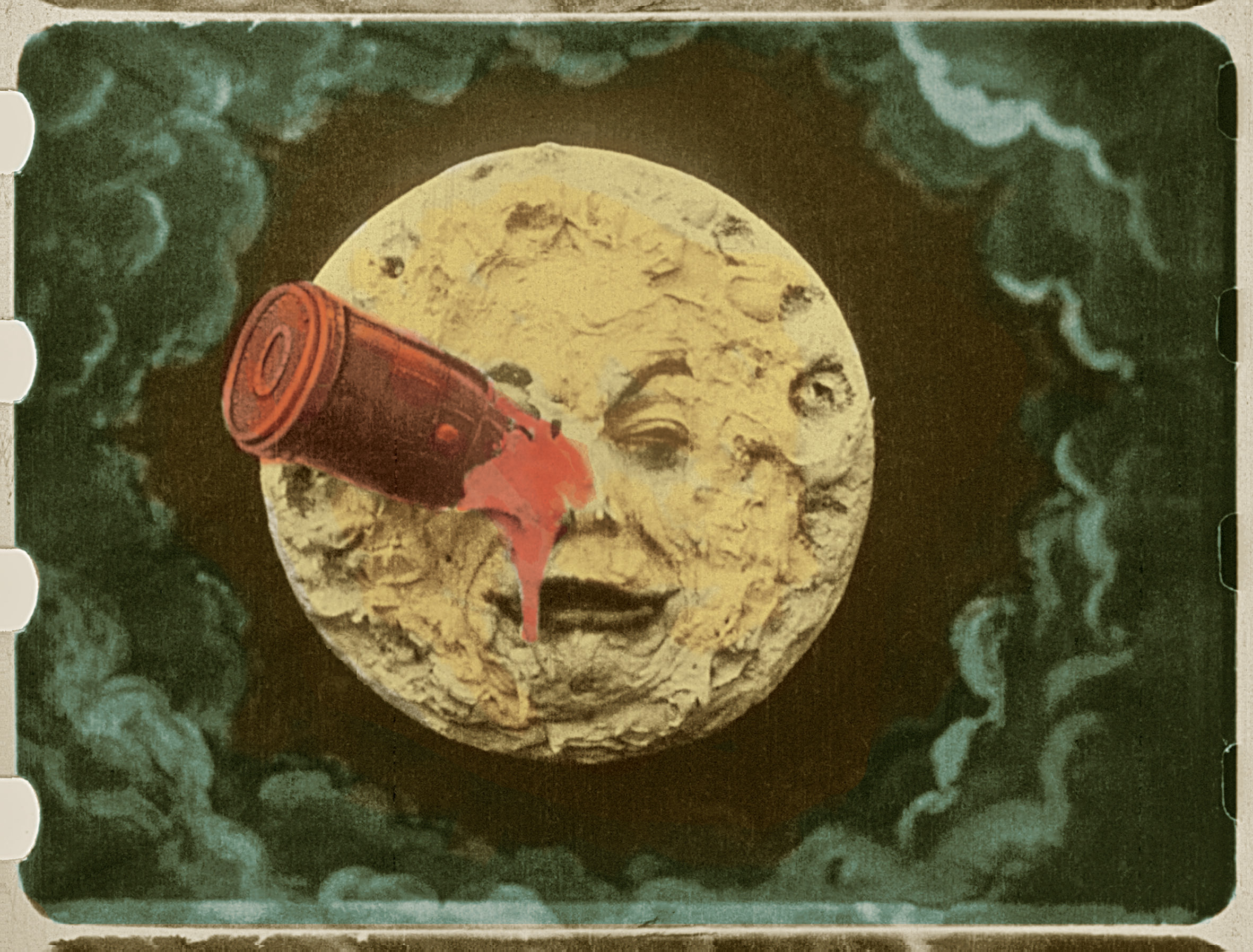
Le Voyage dans la Lune de Georges Méliès (1902).

Le cinéma fantastique tire ses premières inspirations de la littérature fantastique. La naissance du cinéma en 1895 coïncide avec la publication des romans fantastiques de la fin du XIXe siècle. En fait, à part Mary Shelley et Edgar Poe, les principaux auteurs adaptés au début du cinéma sont tardifs comme Robert-Louis Stevenson, Bram Stoker ou H. G. Wells, dont les romans paraissent entre 1886 et 1897.
Le premier réalisateur à aborder le fantastique au cinéma est Georges Méliès, qui est aussi un précurseur des effets spéciaux. Son Voyage dans la lune constitue le premier essai de film de science-fiction. Il est aussi le premier a réaliser un film sur le thème du vampirisme avec le Manoir du diable en 1896. Aux États-Unis le cinéma fantastique fait son apparition en 1908 avec Dr Jekyll and Mr. Hyde première adaptation du roman de Stevenson, et en 1910 celle du Frankenstein de Mary Shelley réalisé par J. Searle Dawley, viennent ensuite The Vampire Dancer d'Ingvald C. Oes de 1912 et The Vampire tourné l'année suivante par Robert G. Vignola, premiers films américains de vampires. Le prolifique Louis Feuillade tourne en 1915 la série Les Vampires avec Musidora, qui inspira les surréalistes.

### L'expressionnisme allemand

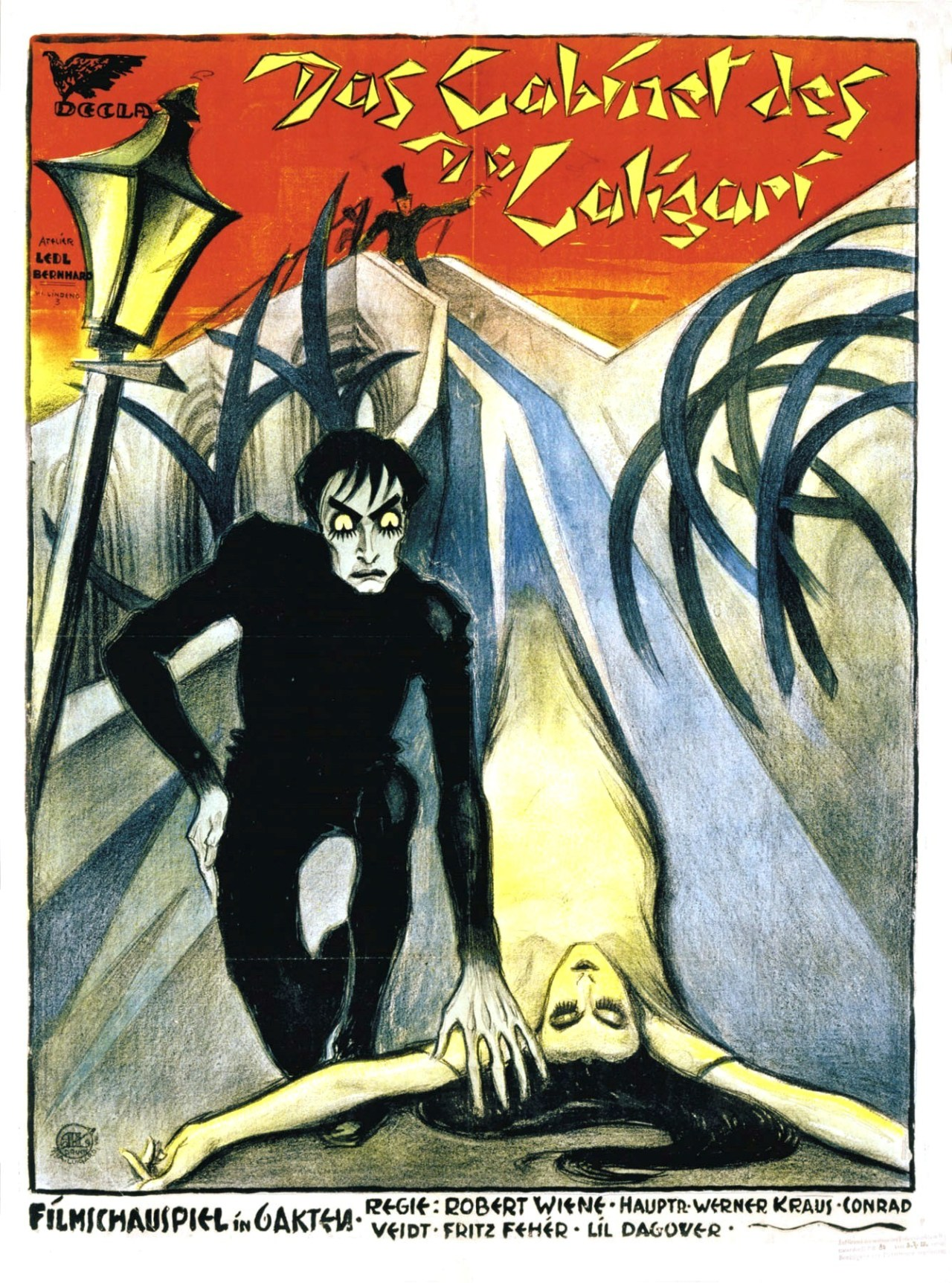
Affiche du film Le Cabinet du docteur Caligari de Robert Wiene (1920).

Après la première guerre mondiale, l'expressionnisme allemand fait du fantastique un genre à part entière dans le cinéma. Les cinéastes développent une esthétique particulière représentée par des climats angoissants, dans un contexte marqué par les traumatismes de la première guerre mondiale, les crises et dépressions économiques durant la République de Weimar, et la montée du nazisme. Le film précurseur du mouvement est l'Étudiant de Prague de Stellan Rye et Paul Wegener réalisé en 1913.
Le Cabinet du docteur Caligari de Robert Wiene est le premier film marquant qui jette les bases de ce style, par son histoire angoissante, les maquillages et gestes outranciers des personnages, les décors géométriques aux perspectives déformées et les forts contrastes d'ombres et de lumières. Il donnera le terme « caligarisme » pour désigner les films se conformant strictement à cette esthétique. Autre film marquant, Nosferatu le vampire que Murnau tourne en 1922, et qui représente la première adaptation du roman de Bram Stoker Dracula. Cette version non autorisée, que Murnau réalisa sans obtenir les droits du roman, faillit être totalement détruite après un procès pour plagiat intenté par l'épouse de Bram Stoker. À la différence du film de Wiene, Nosferatu fut filmé entièrement en décors naturels à Wismar, Lübeck et Rostock.
Autre réalisateur incontournable de ce mouvement Fritz Lang qui adapte avec Les Nibelungen l'épopée allemande du Moyen Âge, et avec Metropolis réalise un des premiers films d'anticipation, considéré comme visionnaire pour ses décors futuristes, et pour son androïde créé par le savant fou Rotwang. Après Le Cabinet du docteur Caligari Robert Wiene retrouve l'acteur Conrad Veidt avec qui il tourne Les Mains d'Orlac. Comédien représentatif de l'expressionnisme, Veidt tourne à l'époque plusieurs films fantastiques dont Le Crime du docteur Warren de Murnau libre adaptation de L'Étrange Cas du docteur Jekyll et de M. Hyde, Le Cabinet des figures de cire de Paul Leni, et L'Étudiant de Prague remake du film de 1913, avant de faire carrière aux États-Unis notamment avec L'Homme qui rit.

### Le fantastique muet dans le reste de l'Europe
En Scandinavie, trois films représentent la filmographie fantastique, en premier celui de Victor Sjöström La Charrette fantôme (1920) d'après le roman de Selma Lagerlöf. Au Danemark, le documentaire de Benjamin Christensen la Sorcellerie à travers les âges (1922), qui se veut didactique, est marqué par des scènes fantastiques représentant les rituels diaboliques. Mauritz Stiller quant à lui, réalise La Légende de Gösta Berling (1924) qui, comme le film de Sjöström, est surtout basé sur la tradition du romantisme nordique.
En France le fantastique est un genre peu pratiqué dans le cinéma muet populaire, étant plutôt réservé au cinéma d'avant-garde. L'un des films importants de cette période est celui que Jean Epstein réalise en 1928 La Chute de la maison Usher d'après Edgar Allan Poe. Le cinéaste Luis Buñuel appartenant au groupe des surréalistes réalise en 1929 avec le peintre Salvador Dali Un chien andalou dont l'ouverture est devenue un classique : un homme fume un cigare, puis un nuage passe devant la lune et un rasoir fend un œil.

### Le fantastique hollywoodien du muet...

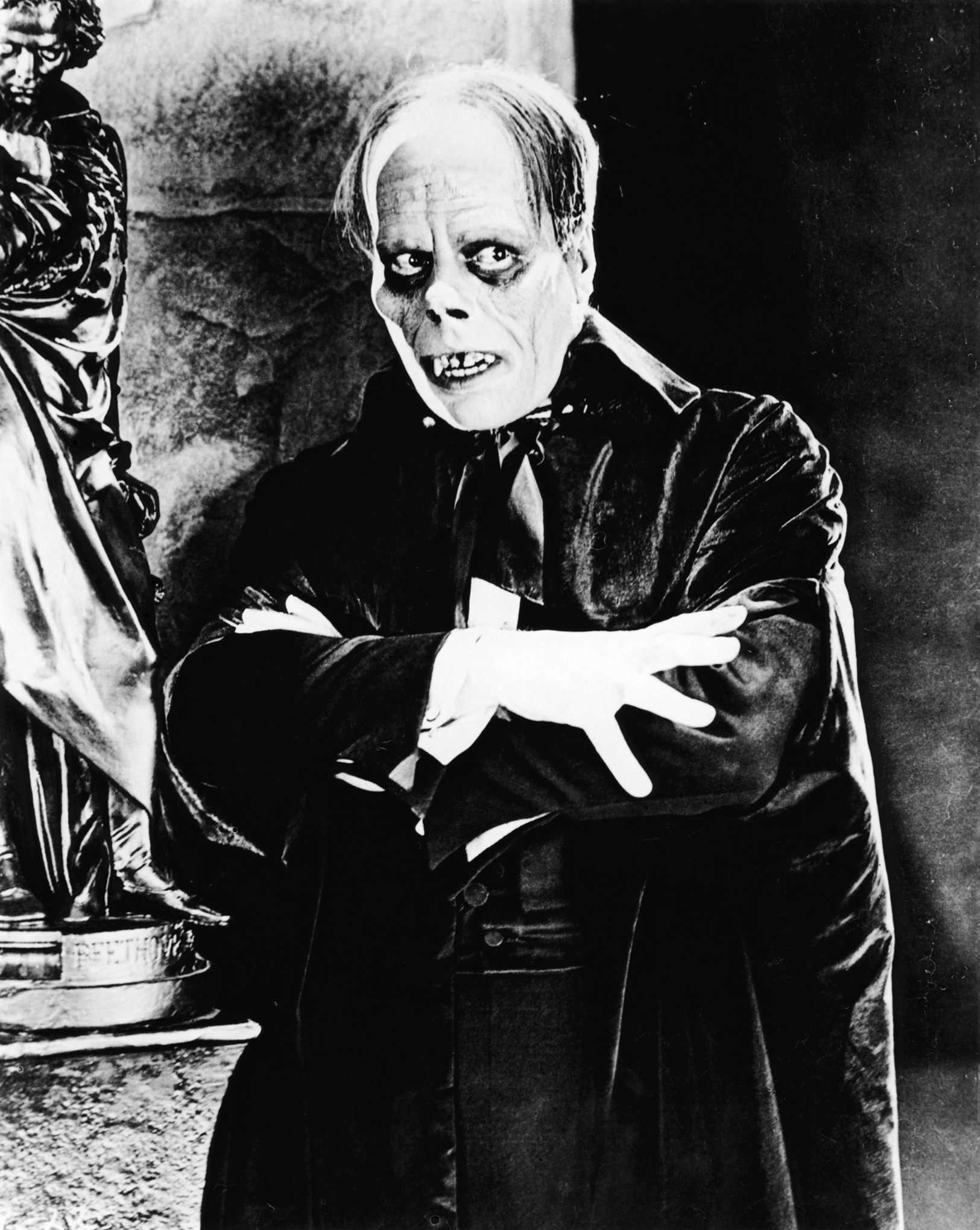
Lon Chaney dans Le Fantôme de l'Opéra.

Dans le domaine du fantastique, le cinéma muet hollywoodien est principalement marqué par la collaboration entre le réalisateur Tod Browning et son acteur de prédilection Lon Chaney. Celui-ci, surnommé l'homme aux mille visages, pour sa faculté à se maquiller, va se spécialiser dans l'incarnation de personnages monstrueux, tel Le Fantôme de l'Opéra, ou le Quasimodo de Notre Dame de Paris.
En 1925 sort en salle le premier film de dinosaures adapté d'un roman d'Arthur Conan Doyle, Le Monde perdu. Ce film marque l'histoire des effets spéciaux par le procédé d'image par image employé par Willis O'Brien pour animer une cinquantaine de figurines en caoutchouc et métal dans un environnement tropical, et qui annonce le film suivant dont O'Brien assure les effets spéciaux, King Kong.

### ... au parlant

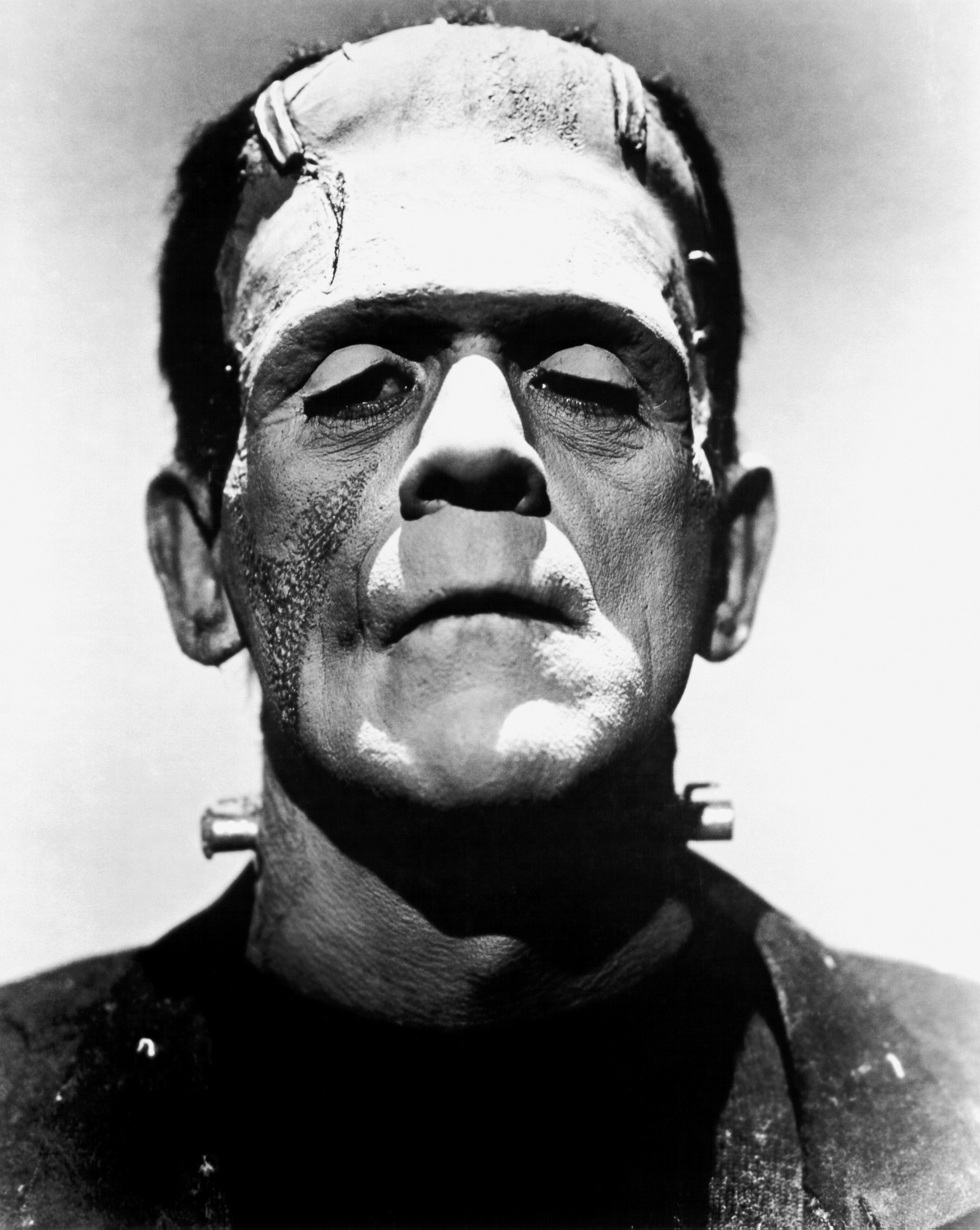
Boris Karloff maquillé en monstre de Frankenstein par Jack Pierce pour la Fiancée de Frankenstein.

Avec l'apparition du parlant dans les années 1930, le genre connait la consécration à Hollywood. Les cinéastes américains sont influencés par l'expressionnisme, dont plusieurs de leurs homologues allemands émigrés aux États-Unis ont fait connaître les œuvres. Deux firmes, la RKO Pictures et Universal Pictures vont produire plusieurs classiques du film fantastique et d'horreur. Le succès de Dracula de Tod Browning va amener Universal à lancer toute une production de films d'horreur autour de monstres emblématiques, hormis Dracula, le monstre de Frankenstein, la Momie, le loup-garou. Bela Lugosi et Boris Karloff deviennent les acteurs représentatifs de l'entre deux guerres. Après le succès de Dracula, Tod Browning va réaliser pour la Metro-Goldwyn-Mayer l'un des films d'horreur les plus controversés du cinéma, la Monstrueuse Parade, qui mettait en scène de véritables monstres humains et phénomènes de foires. L'échec commercial retentissant a eu des conséquences sur la carrière du réalisateur.
RKO va produire ses deux plus grands succès, Les Chasses du comte Zaroff, et King Kong devenus des classiques du genre.

### Le fantastique onirique de la Seconde Guerre mondiale

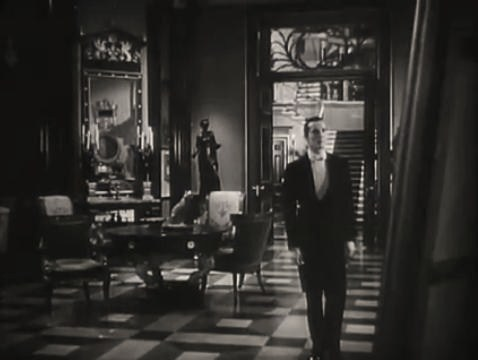
Hurd Hatfield dans le Portrait de Dorian Gray d'Albert Lewin (1945).

Le cinéma fantastique durant la Seconde Guerre mondiale, va délaisser les films de monstres, pour s'orienter vers des histoires d'angoisse et d'onirisme, et ce, non seulement à Hollywood, mais aussi en Europe. Les thèmes tournent autour des fantômes, du diable et des adaptations de contes de fées. Le contexte de l'époque explique le choix de ces thèmes, le public voulant s'évader à travers ces films de la réalité traumatisante de la guerre.
Val Lewton va alors produire pour la RKO, des films marqués par des atmosphères d'angoisse, s'opposant à l'esthétique plus démonstrative des films de la Universal
Il fait appel aux réalisateurs Jacques Tourneur — fils du réalisateur français Maurice Tourneur —, et Robert Wise qui vont réaliser La Féline, Vaudou, La Malédiction des hommes-chats et Le Récupérateur de cadavres. Ces films privilégient les effets suggestifs de peur, plutôt que de la montrer directement. Albert Lewin adapte en 1944 un classique de la littérature fantastique Le Portrait de Dorian Gray dont les effets spéciaux du film en noir et blanc reposent sur la décomposition du portrait filmé en couleur, qui montre dans toute son horreur la corruption de l'âme de Dorian Gray.
En Europe des réalisateurs français et danois sont les principaux représentants de cet onirisme fantastique. Le diable devient l'un des personnages récurrents. Avec Dies Irae dix ans après son précédent film Vampyr, Carl Theodor Dreyer revenait à la réalisation avec une œuvre traitant de la sorcellerie et du satanisme. En France se développe un important mouvement de fantastique hérité du réalisme poétique de l'avant-guerre, avec Maurice Tourneur qui réalise La Main du diable, Marcel Carné Les Visiteurs du soir, et Jean Delannoy et Jean Cocteau L'Éternel Retour, en pleine occupation de la France. Jean Cocteau adapte et réalise dans l'immédiate après-guerre, l'un des classiques du film onirique, tiré d'un conte de Jeanne-Marie Leprince de Beaumont, La Belle et la Bête, film marquant pour ses effets spéciaux, dont le maquillage de la bête incarnée par Jean Marais. La période de l'après-guerre voit aussi la production de plusieurs romances fantastiques sur des thèmes légendaires ou fantomatiques, avec La Fiancée des ténèbres, ou Sylvie et le fantôme.

### Monstres et mutants de l'ère atomique

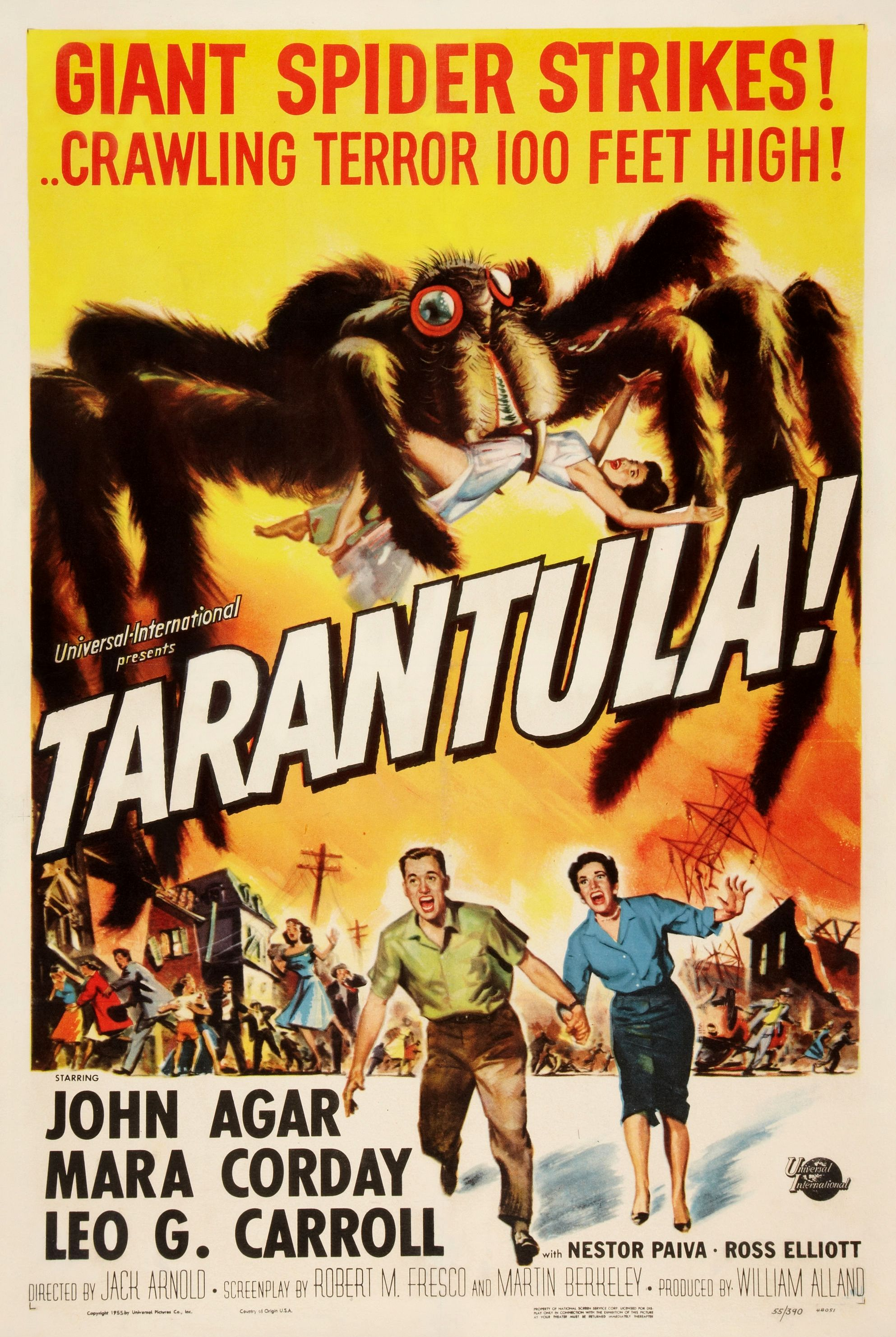
Affiche de Tarantula ! de Jack Arnold.

C'est dans le contexte de la fin de la Seconde Guerre mondiale, marqué par les bombardements atomiques d'Hiroshima et Nagasaki, et le début de la guerre froide, que les monstres font leur retour dans le cinéma fantastique entre 1950 et 1959. Des monstres d'un type nouveau font leurs apparitions dans un cinéma américain orienté vers l'anticipation et qui voit l'essor du cinéma de science-fiction. Ils sont les résultats de mutations atomiques ou d'expériences scientifiques, ainsi que des extra-terrestres de différentes formes. L'un des premiers du genre fut Le Monstre des temps perdus d'Eugène Lourié, dont les effets spéciaux image par image étaient réalisé par Ray Harryhausen.
Jack Arnold est l'un des réalisateurs les plus représentatifs de cette période, dont les films mettent en scène des créatures mutantes avec L'Étrange Créature du lac noir, et Tarantula !, sur une araignée devenue géante, résultats des expériences d'un savant fou, en 1957 il réalise L'Homme qui rétrécit d'après une histoire de Richard Matheson, considéré comme son chef-d'œuvre. Dans un registre poétique, La Machine à explorer le temps adaptation du roman du même titre, par George Pal, montre le héros lors de sa traversée dans le futur, aux prises avec les Morlocks.
Le Japon, pays bombardé par la bombe atomique, va développer tout un cinéma de faune post-atomique, produit par la Tōhō. Ishirō Honda principal représentant de ces films de Kaijū réalise Rodan, Mothra et surtout le plus célèbre du genre, Godzilla.

### Renouveau du fantastique au Royaume-Uni

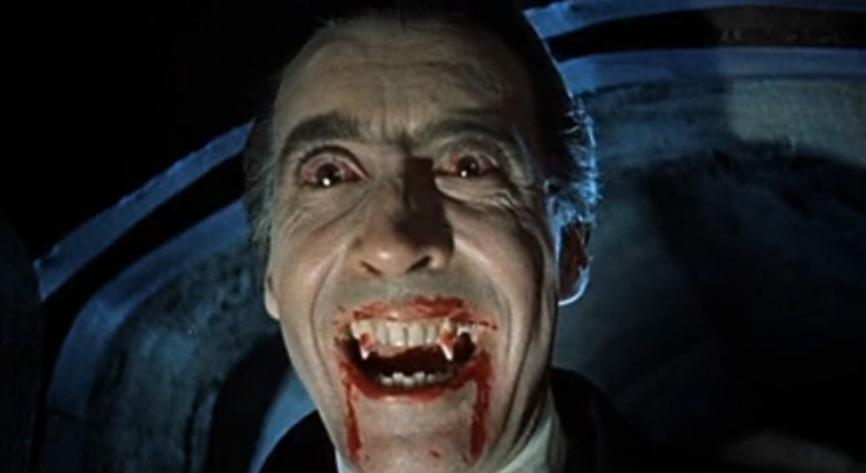
Christopher Lee dans Le Cauchemar de Dracula.

Alors que le film fantastique est délaissé aux États-Unis au profit de la science-fiction, c'est du Royaume-Uni que le genre retrouve une nouvelle jeunesse à partir du milieu des années 1950. Un film fait figure de précurseur, Au cœur de la nuit film à sketches réalisé en 1945. En 1955 la Hammer Film Productions se lance dans la production de films fantastiques avec Le Monstre de Val Guest à la fois film d'horreur et de science-fiction.
S'ensuit toute une série de films qui renouvelle les thèmes classiques qui avaient fait le succès de la Universal. Terence Fisher inaugure le genre avec Frankenstein s'est échappé avec comme acteurs principaux Peter Cushing et Christopher Lee, acteurs récurrents et emblématiques du cinéma d'horreur des années 1960. La Hammer inaugure le style du fantastique gothique, marqué par le réalisme des scènes d'horreur et l'introduction de l'érotisme, là où Universal était contraint d'édulcorer ces scènes à cause du code de censure Hays. À la suite du succès du Cauchemar de Dracula, la Hammer va exploiter le filon, en mettant en scène tous les classiques du fantastique. Hormis Dracula et Frankenstein, suivent le lycanthrope de La Nuit du loup-garou, la momie de La Malédiction des pharaons, Le Fantôme de l'Opéra, Les Deux Visages du Docteur Jekyll.
Dans un autre registre la Hammer produit aussi plusieurs films à thème préhistorique et de créatures fantastiques, lancés par le succès de La Déesse de feu et surtout Un million d'années avant J.C. de Don Chaffey avec les effets spéciaux de Ray Harryhausen notoire aussi pour Jason et les Argonautes et la série des Sinbad le marin.

### L'apogée du gothique

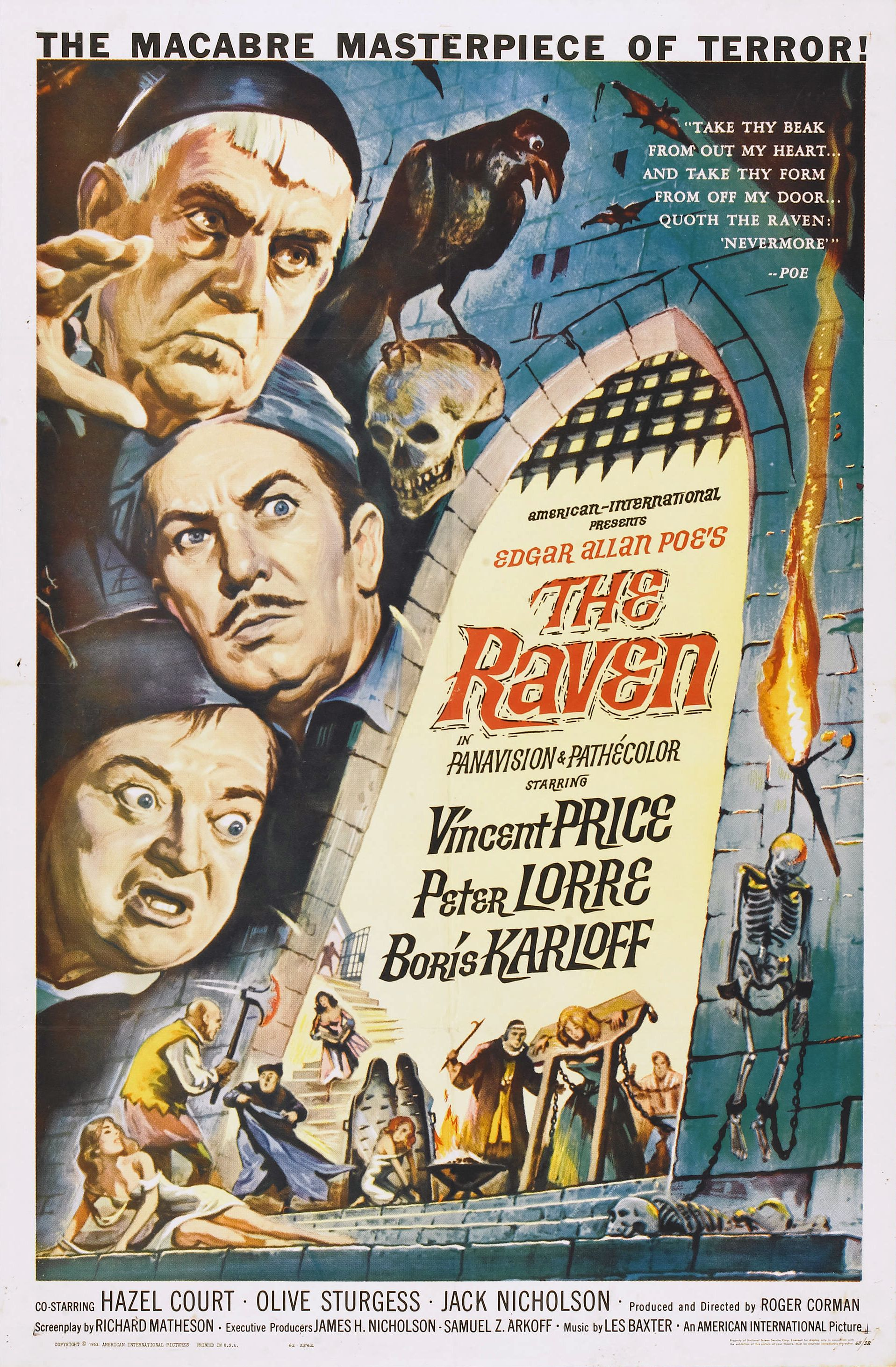
Affiche du film le Corbeau de Roger Corman (1963).

À la suite du succès des films de la Hammer, l'esthétique gothique domine dans le cinéma fantastique des années 1960. Aux États-Unis ce genre s'impose avec les films à petits budgets de Roger Corman cinéaste et producteur, qui adapte avec succès les œuvres d'Edgar Poe et Lovecraft en collaboration avec Richard Matheson et Charles Beaumont qui étaient les scénaristes réguliers de la série alors en vogue à la télévision américaine la Quatrième Dimension, et avec comme acteur de prédilection Vincent Price pour les films, La Chute de la Maison Usher, L'Empire de la Terreur, Le Corbeau, et Le Masque de la mort rouge. Inspiré par les théories freudiennes de Marie Bonaparte interprétant les contes de Poe en tant que rêves, Corman insiste sur des atmosphères oppressantes, et, à la différence de la Hammer, avec peu d'effets horrifiques.
Les grands studios vont aussi aborder cette esthétique avec La Maison du diable de Robert Wise film de fantômes dont l'épouvante repose sur des effets sonores, autre film de fantômes reposant sur une esthétique gothique et des effets suggestifs Les Innocents de Jack Clayton d'après Henry James. Roman Polanski fait référence aux films de la Hammer et de Corman avec son Bal des vampires sorti en 1968. En France un film participe aussi de cette tendance gothique du fantastique, Les Yeux sans visage de Georges Franju.
En Italie, Riccardo Freda réalise en 1956 Les Vampires film qui introduit le genre, son chef opérateur dans ce film Mario Bava passe à la réalisation et devient le principal représentant du gothique, avec son film Le Masque du démon qui révéla l'actrice Barbara Steele comme figure emblématique du fantastique italien. Inspiré de l'esthétique de la Hammer, Bava, par sa maitrise des éclairages, signe avec ce film en noir et blanc l'un des classiques du cinéma gothique. Il poursuit notamment avec un autre film à l'ambiance plus surréaliste Le Corps et le Fouet, avec Christopher Lee, et achève son cycle gothique avec La Planète des vampires qui fut une source d'inspiration pour Alien. Le troisième représentant et le plus productif est Antonio Margheriti surnommé « le Roger Corman italien » et qui, comme ses confrères, prend un pseudonyme anglo-saxon comme nom d'artiste, en l'occurrence Anthony Dawson. Il réalise les gothiques La Sorcière sanglante, et Danse macabre avec Barbara Steele, ainsi que des films ou se combinent western et fantastique comme dans Et le vent apporta la violence, ou guerre et fantastique avec La Vierge de Nuremberg. À la fin des années 1960 le genre décline, la plupart les cinéastes se tournant vers le Western Spaghetti.
En Espagne le principal représentant du gothique est Jesús Franco avec les films L'Horrible Docteur Orlof, Les Yeux verts du diable et Les Nuits de Dracula.

### Le réalisme fantastique des années 1960-70

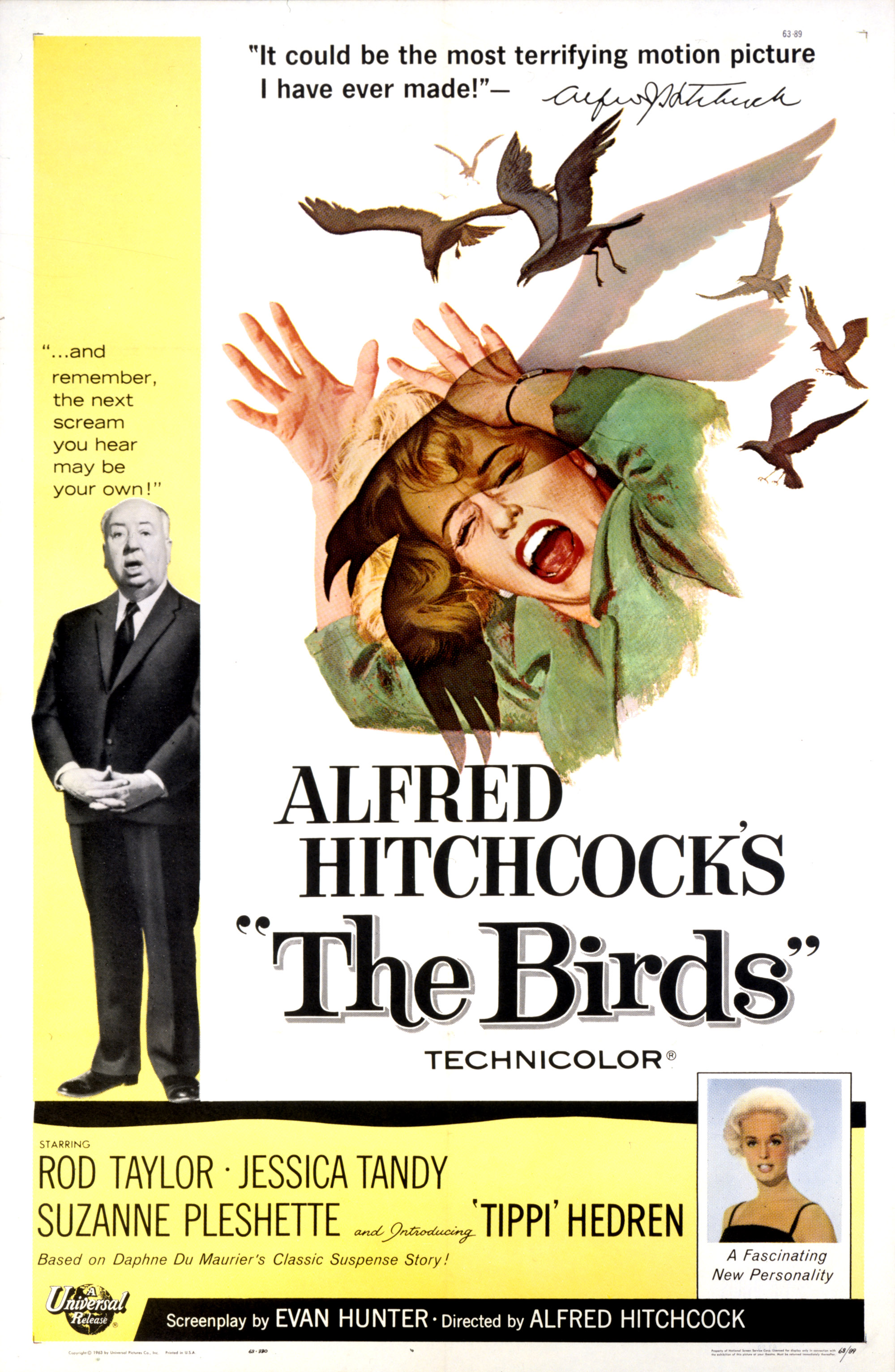
Affiche originales pour les Oiseaux d'Alfred Hitchcock.

Dans le courant des années 1960, en parallèle au gothique, se développe une autre forme de fantastique plus ancré vers le réel et dans un contexte contemporain. Un film de 1936 annonçait cette tendance, Le Mort qui marche de Michael Curtiz. Alfred Hitchcock tourne alors deux de ses films les plus emblématiques Psychose en 1960 et les Oiseaux en 1963, film qui préfigure le cinéma catastrophe. Après Le Bal des vampires et Répulsion, Roman Polanski marque la filmographie du fantastique en 1968 avec Rosemary's Baby film qui relance la thématique du diable et qui trouve son aboutissement avec le succès retentissant de L'Exorciste de William Friedkin, et de la série des Malédiction. À la différence des films de diables des années 1920 ou 1940 qui adaptaient plus ou moins librement le mythe de Faust, les films des années 1960 et 70, s'articulent autour du thème de la possession.
Disciple de Mario Bava, et influencé par l'expressionnisme, Dario Argento est l'un des principaux représentant du giallo, avec des films misant sur l'angoisse et la mort. Ses deux plus célèbres réalisations dans le fantastique pur sont Suspiria et Inferno où son style se singularise par ses gros plans, et le choix de couleurs vives.
Deux jeunes réalisateurs américains se font connaître en réalisant des films où fantastique et réel se côtoient. Steven Spielberg avec Duel histoire d'un conducteur poursuivi par un camion meurtrier, et Brian De Palma avec Sœurs de sang film qui aborde le fantastique psychologique, sur le thème du dédoublement de la personnalité.

### Du gore au slasher, renouvellement des mythes de l'horreur

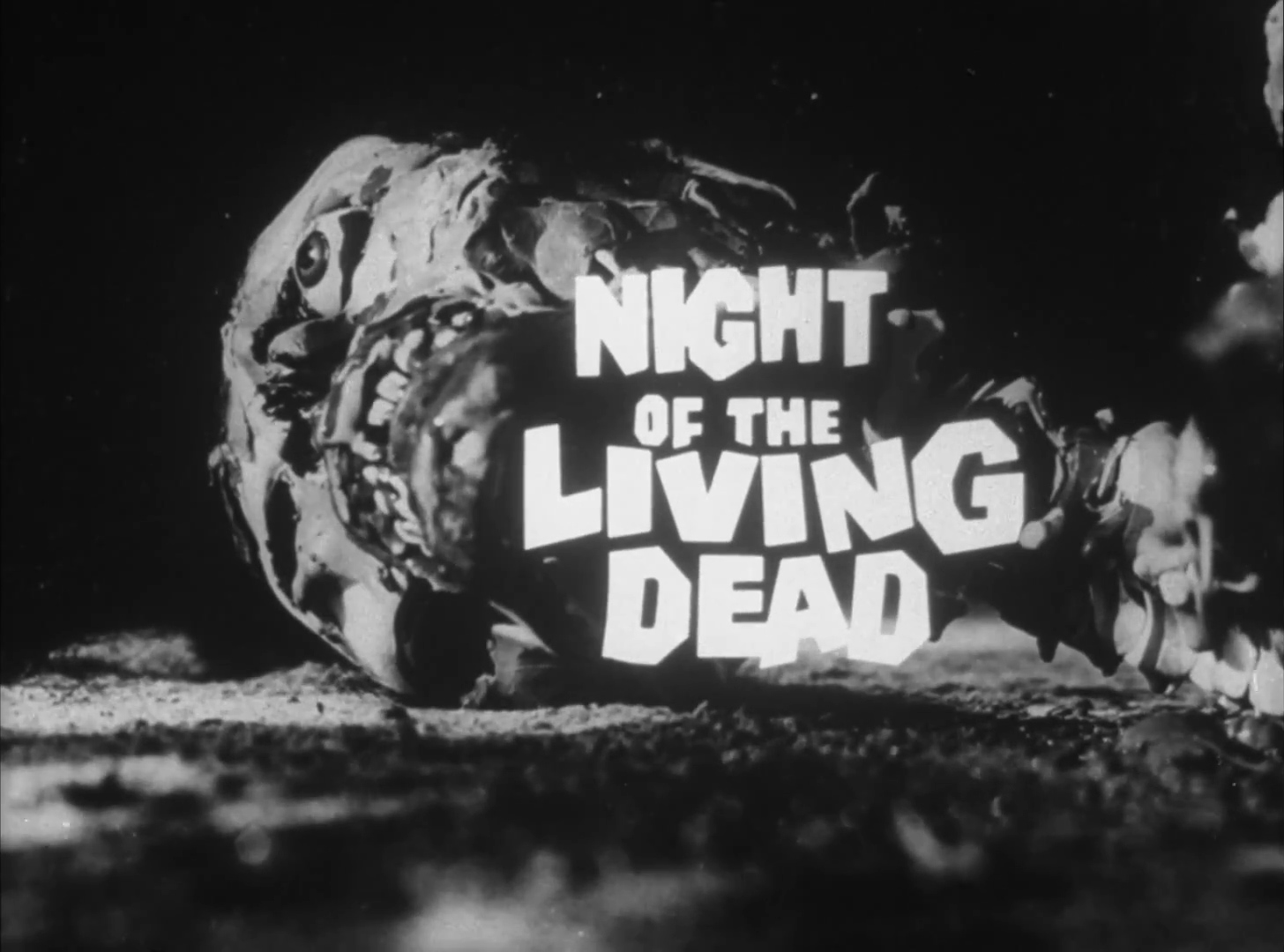
Bande annonce de la Nuit des morts-vivants de George A. Romero.

Le genre du cinéma gore va marquer une rupture dans le cinéma d'horreur des années 1970 à 1980. Les premiers films gores sont réalisés par Herschell Gordon Lewis avec Orgie sanglante en 1963 et 2000 maniaques l'année suivante. Ces films à petits budgets, à cause de l'extrême violence et de la crudité des scènes sanglantes, sont tout d'abord censurés voire interdits. C'est en 1968 avec la fin du code de censure aux États-Unis, que le genre peut s'épanouir. Un film qui fait date dans l'histoire du cinéma fantastique, La Nuit des morts-vivants de George A. Romero. Romero introduit dans ce film, un nouveau type de monstre désigné communément sous le terme de zombie. Non pas une personne rendue à l'état d'esclave par un envoûtement vaudou, comme les films des années trente et quarante les présentaient (Vaudou de Jacques Tourneur par exemple), mais un mort-vivant plus ou moins décomposé, rendu à la vie à la suite d'un virus ou d'une contamination d'origine inconnue. Le thème du retour des morts vivants s'inscrit chez Romero comme une critique de la société américaine, son deuxième film dans le genre Zombie (1978) ou des personnes sont encerclés par des morts vivant dans un centre commercial, se présente comme une dénonciation de la société de consommation. Si le premier Romero utilisait encore quelques codes propres aux films gothiques (obscurité, cimetière), dans les films suivants l'originalité du genre va être en grande partie lié au traitement réaliste et quotidien des scènes d'horreurs.
Un autre sous genre du film d'horreur va connaitre un large succès, le slasher, film qui prend comme sujet un tueur masqué et psychopathe massacrant un groupe de personnes dans un lieu isolé, et dont Hitchcock fut en quelque sorte le précurseur avec Psychose film évoquant l'histoire d'un serial killer atteint de dédoublement de la personnalité. En 1974 le film de Tobe Hooper Massacre à la tronçonneuse installe les codes du genre relayé par John Carpenter avec Halloween et Sean S. Cunningham avec Vendredi 13. Si avec ces films le registre du fantastique est ambigu, en présentant des situations plausibles et rationnelles, mais assimilées à l'expression de la folie et de l'insensé, avec Les Griffes de la nuit Wes Craven recentre le genre dans le domaine du fantastique, en inventant un nouveau personnage emblématique du film d'horreur, résurgence contemporaine du croque-mitaine, Freddy Krueger qui perpètre ses meurtres en hantant les rêves de ses victimes.

### Anticipation et post-apocalypse
À la fin des années 1960 dans la ligne du réalisme fantastique, dont le film d'Alfred Hitchcock Les Oiseaux est l'une des principales influences, et dans le contexte de la guerre du Viêt Nam, des films à thèmes post-apocalyptiques se développent. Ils abordent les conséquences de différents scénarios de fin du monde, pouvant être d'origine nucléaire, climatique ou provoqués par un virus. Le thème cohabite avec la science-fiction et le film-catastrophe.
Le film qui popularise ce thème en 1968 est une adaptation d'un roman d'anticipation de Pierre Boulle La Planète des singes réalisé par Franklin J. Schaffner. Le succès retentissant du film est, en grande partie, dû au réalisme des maquillages de John Chambers, et va amener son acteur principal Charlton Heston à tourner deux autres films post-apocalyptiques, Le Survivant (1971) deuxième adaptation du roman de Richard Matheson Je Suis une légende sur la survie d'un homme après une apocalypse biologique, et Soleil Vert (1973) deuxième Grand prix du festival d'Avoriaz, sur l'épuisement des ressources naturelles, amenant des dirigeants à faire produire un aliment, le « soleil vert » (Soylent green en version originale), dont le héros du film découvre qu'ils sont fabriqués à partir de cadavres humains.
Le thème post-apocalyptique se décline alors en plusieurs variations, chez John Carpenter avec New York 1997 montrant les conséquences de la surpopulation criminelle transformant la ville de New York en prison, ou chez Saul Bass avec Phase IV montrant des insectes doués d'intelligence et menaçant l'humanité. En dehors du cinéma américain, le thème post-apocalyptique inspire aussi le cinéma australien, avec la populaire série des Mad Max qui lance la carrière de l'acteur Mel Gibson en justicier évoluant dans un monde futuriste ultra violent. En Europe, le cinéaste allemand Peter Fleischmann réalise La Maladie de Hambourg montrant les ravages d'une mystérieuse épidémie sur une ville d'Allemagne et ensuite le reste de la planète, et en France Luc Besson s'inspire en grande partie de Mad Max pour son film Le Dernier Combat.

### La vogue de l'heroic fantasy
Dans les années 1980 le succès de Conan le Barbare lance la vogue du cinéma d'heroic fantasy. Le genre prend son inspiration dans la littérature, à travers les romans d'Edgar Rice Burroughs, et ceux du créateur de Conan et inventeur du genre, Robert E. Howard. Le film de John Milius, est fidèle à l'univers d'Howard, et se distingue par ses effets spéciaux réalisés par Carlo Rambaldi, et ses scènes de combats spectaculaires et révèle comme acteur Arnold Schwarzenegger. Il donne deux suites attestant du succès du genre, Conan le Destructeur et Kalidor. La mode de l'heroic fantasy, durant cette décennie, va être à l'origine d'une importante production d'environ une cinquantaine de films, autant américains qu'italiens. Se démarquent, Dar l'invincible, Yor, le chasseur du futur, et Ladyhawke, la femme de la nuit.

### Blockbusters et remakes

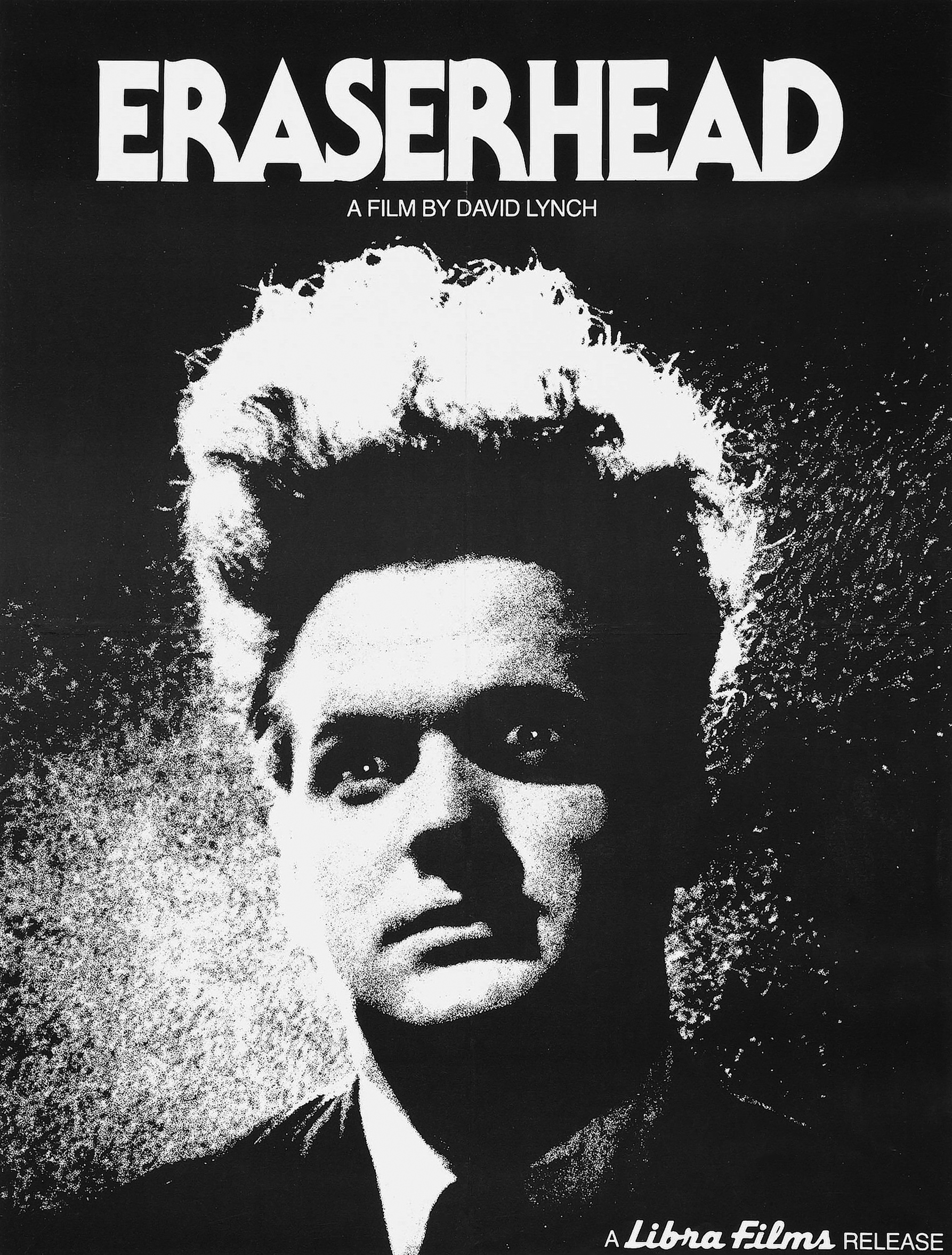
Jack Nance dans Eraserhead de David Lynch, membre de la nouvelle génération de cinéastes du fantastique des années 1980.

Aux États-Unis la période qui va du milieu des années 1970, date du succès de L'Exorciste, à la première moitié des années 1990, voit la domination d'un cinéma fantastique à grand spectacle sous l'initiative et le financement des grands studios hollywoodiens. Pour des studios, comme la Fox ou la Warner, le genre n'est plus l'apanage de la seule série B. Le potentiel commercial les amène à mettre en jeu un budget important, et à faire appel à des têtes d'affiches, et des auteurs en vue. Plusieurs grands succès de Hollywood produits à cette période sont réalisés par une nouvelle génération de réalisateurs qui ont commencé à se faire connaitre au début des années 1970. Ce sont Steven Spielberg, George Lucas, Brian De Palma, le Canadien David Cronenberg, les Britanniques Ridley Scott et son frère Tony, Joe Dante, John Landis, David Lynch, James Cameron et Tim Burton. Les succès internationaux des Dents de la mer de Spielberg, et de la saga Star Wars de Lucas qui lance le genre du space opera, vont établir durablement la domination des États-Unis dans le genre du fantastique, due notamment à la profusion d'effets spéciaux de plus en plus sophistiqués. Plusieurs des succès de cette période mélangent le fantastique et la comédie, SOS Fantômes d'Ivan Reitman et Beetlejuice de Tim Burton sur le thème des fantômes, et les monstres envahisseurs de Gremlins de Joe Dante.
La décennie voit aussi le retour des monstres classiques tels le loup-garou, le vampire et le monstre de Frankenstein, et plusieurs remakes de grands classiques de l'horreur et de la science-fiction. Joe Dante et John Landis revisitent l'image du loup-garou avec Hurlements et Le Loup-garou de Londres, en 1982 John Carpenter avec The Thing, remake de La Chose d'un autre monde, renouvelle l'image de l'extra-terrestre, avec les effets spéciaux de Rob Bottin, tandis que Cronenberg réalise en 1986 la Mouche, remake horrifique de la Mouche noire.
Après les succès de Carrie au bal du diable de Palma en 1976 et Shining de Stanley Kubrick en 1980, Stephen King va devenir l'un des auteurs fantastiques les plus adaptés dans le cinéma. Les principaux réalisateurs du fantastique, Cronenberg avec Dead Zone, Carpenter avec Christine, George A. Romero avec qui il collabore sur Creepshow et La Part des ténèbres contribuent à populariser l'écrivain,.

### Nouvelle vague du fantastique au tournant des années 2000
Dans les années 1990 et 2000 le fantastique se renouvelle par ses thèmes et son traitement. Riche d'une longue tradition de films de fantômes, le Japon marque la filmographie fantastique avec Ring d'Hideo Nakata, et Cure de Kiyoshi Kurosawa. L'Espagne revient sur le devant de la scène du fantastique, en produisant des films dans la droite ligne des films asiatiques, abordant un fantastique inspiré notamment par le cinéma américain gothique des années 1960 et 80, et des films de fantômes et de diables comme les Innocents de Clayton, ou l'Enfant du diable de Peter Medak. Ces films produits par des majors espagnoles avec une nouvelle génération de réalisateurs, vont rencontrer un large succès international.
Le fantôme est le thème prépondérant, présent dans La Secte sans nom de Jaume Balagueró, ou L'Orphelinat de Juan Antonio Bayona. Inspiré par le Tour d'écrou, Alejandro Amenábar réalise en 2001 les Autres dont le récit, qui ne se situe pas dans un pays particulier, et tourné en langue anglaise, vise le marché international. D'autres thèmes sont abordés dans le fantastique espagnol, le diable et la sorcellerie. Le réalisateur mexicain Guillermo del Toro avec Le Labyrinthe de Pan et L'Échine du Diable produits en Espagne, contextualise ses récits fantastiques dans le cadre de la guerre d'Espagne.
Avec REC de Jaume Balagueró et Paco Plaza et NO-DO d'Elio Quiroga (es) le fantastique espagnol se situe dans le réel, en reprenant pour REC le principe de la caméra subjective qui avait fait le succès du Projet Blair Witch, tandis que NO-DO intègre des extraits de films documentaires. Les États-Unis s'inspirent des thèmes du fantastique japonais et espagnol avec le Sixième sens de M. Night Shyamalan, évoquant l'histoire d'un enfant qui voit des fantômes et qu'un psychologue joué par Bruce Willis essaie d'aider.

## Thématique
L'ensemble des thèmes du cinéma fantastique est emprunté à la littérature du même genre, car il reprend le même cadre imaginaire. S'inspirant de la typologie de l'ouvrage Introduction à la littérature fantastique de Tzvetan Todorov qui définit le genre comme suit : « Le fantastique, c'est l'hésitation éprouvée par un être qui ne connaît que les lois naturelles face à un événement en apparence surnaturel », Alain Pelosato divise la thématique en deux groupes opposés et asymétriques, le groupe du « je » et celui du « tu », qui renvoient à la confrontation du sujet avec l'objet. Le « je » est en rapport avec l'isolement de l'homme confronté avec un monde dont aucun intermédiaire n'est défini, tandis que le « tu » renvoie à un intermédiaire et à son opposition avec le « je ». De ces deux groupes, Pelosato définit un fantastique « psychologique » lié aux histoires de possession et d'inconscient qui caractérisent des films autour du diable ou de fantômes, et ajoute un fantastique « social » en rapport avec les histoires de créatures et d'environnements inconnus.
Gérard Lenne quant à lui, propose une approche taxinomique, en divisant le fantastique en deux voies : la voie A et la voie B, correspondant à une combinaison de thèmes qui constituent les principaux mythes. Il distingue par exemple, le dédoublement, le gigantisme, le bien et le mal, ou l'invasion en tant que thèmes, tandis que les vampires, les extra-terrestres, ou King-Kong sont des mythes résultant de ces thèmes. La voie A concerne un danger inconnu de l'homme, qui finit par envahir son environnement familier, tandis que la voie B est un danger créé par l'homme et qui échappe à son contrôle. À la différence de l'approche de Todorov, ces deux voies sont parallèles et symétriques. Pour illustrer la voie A Lenne prend l'exemple du vampirisme, où un danger venu de l'extérieur, finit par prendre possession de celui qui y est confronté, alors que la voie B est illustrée par le mythe de l'apprenti sorcier, que l'on retrouve dans l'histoire du Dr Jekyll et Mr Hyde, et dans celle de Frankenstein,.
À partir de ces typologies, découlent les différents thèmes abordés dans le cinéma fantastique, les principaux sont:

### Le bien et le mal, la possession
L'opposition du bien et du mal et les thèmes de la possession maléfique s'inscrivent à l'origine dans la littérature fantastique d'essence romantique, qui reprend à son compte la plupart des mythes hérités du Moyen Âge, période de fortes croyances religieuses. Plusieurs mythes du fantastique font appel à ce thème. Par exemple le vampire qui ne peut être vaincu que par les instruments de la religion chrétienne représentant le bien contre le mal, comme le crucifix ou l'eau bénite; le loup-garou qu'une balle en argent bénite permet de tuer. Naturellement ce thème se retrouve dans les films sur Dracula et le Loup-garou.
La possession héritée de la sorcellerie est aussi lié à d'anciennes croyances médiévales qui sont reprises dans des films de démonologie et de satanisme. Ce thème est présent dans Les Vierges de Satan de Terence Fisher, ou Rosemary's Baby de Roman Polanski, L'Exorciste constitue le sommet de la filmographie sur ce thème alors à la mode à la fin des années 1960 et au début des années 1970.
Le cinéma aborde aussi une autre conception d'un mal inexpliqué d'inspiration psychanalytique, lié à la perversité. Souvent en rapport avec l'enfance, il se traduit dans des films comme La Mauvaise Graine de Mervin LeRoy ou les Innocents de Jack Clayton, montrant des enfants qui, sous des dehors angéliques, peuvent commettre des actes sadiques.

### Double et dédoublement

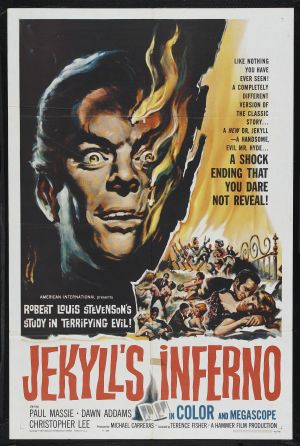
Affiche américaine du film Les Deux Visages du Docteur Jekyll, de Terence Fisher. L'histoire du docteur Jekyll et Mr Hyde, est une des illustrations les plus populaires du thème du dédoublement.

Le thème du double est fondamental dans le fantastique. Pour Gérard Lenne il s'agit plus d'une structure thématique, tous les mythes du fantastique étant basés sur une série de dualités. Le vampire peut être vu comme le double du mortel qu'il était avant sa transformation, de même chez le loup-garou coexistent deux personnalités, celle de l'homme avant sa métamorphose, et le monstre qu'il devient les nuits de pleine lune. Le thème du double renvoie aussi au moi intérieur, et est symbolisé par le reflet dans le miroir qui devient autonome, illustré dans le film Les Frissons de l'angoisse, ou à travers un portrait qui prend vie, ou se corrompt, illustré par Le Portrait de Dorian Gray.
L'auteur qui popularise le thème du double est Robert-Louis Stevenson avec son roman L'Étrange Cas du docteur Jekyll et de M. Hyde qui a fait l'objet d'un très important nombre d'adaptations cinématographiques. Si la plupart des versions insistent sur la nature monstrueuse de Mr Hyde ou sur l'intrigue policière, trois réalisateurs accentuent le caractère freudien avant l'heure du récit : Terence Fisher avec Les Deux Visages du Docteur Jekyll qui montre un Mr Hyde jeune et beau face à un Jekyll insignifiant, Jean Renoir avec Le Testament du docteur Cordelier dont il épure le récit de ses accessoires, pour mettre en exergue la dualité Opale-Cordelier, et Jerry Lewis avec Dr Jerry et Mr Love qui reprend le schéma de Terence Fisher en faisant de Buddy Love, double d'un professeur Kelp myope et faible, un crooner prétentieux et fascinant à la fois.
Dans le cinéma de science-fiction le thème du double trouve son illustration avec L'Invasion des profanateurs de sépultures de Don Siegel et ses deux remakes, qui évoquent une autre forme de dédoublement en montrant des extra-terrestres qui se dupliquent en absorbant l'apparence d'êtres humains et envahissent la terre.

### La monstruosité, l'autre

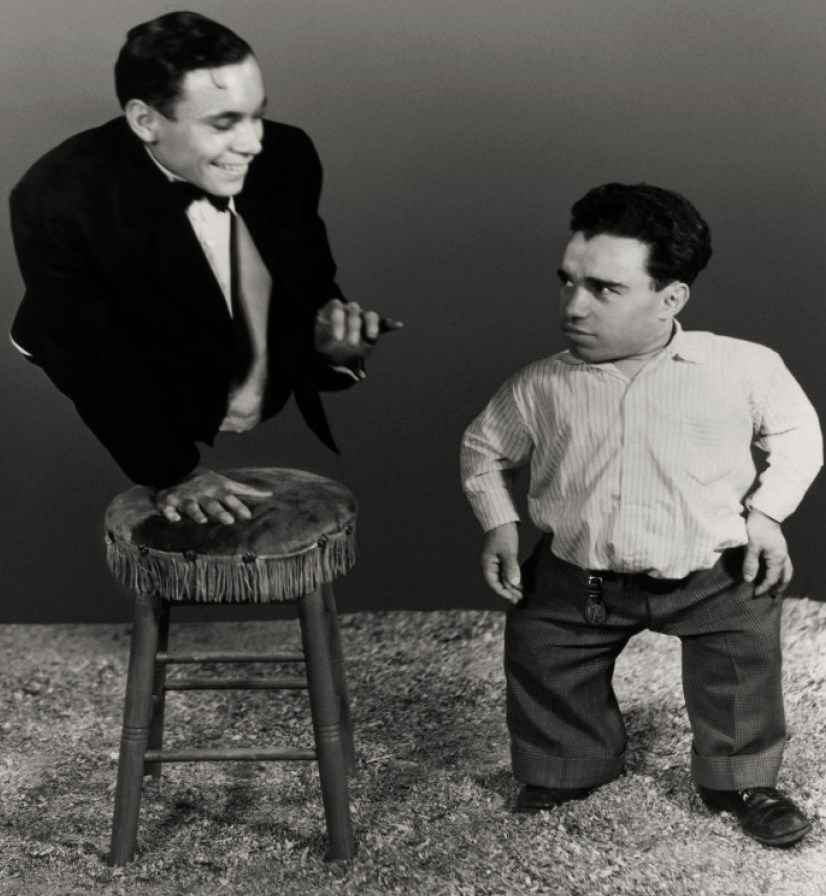
Johnny Eck à gauche, et Angelo Rossitto, deux des acteurs de La Monstrueuse Parade.

La monstruosité est une constante du fantastique qui renvoie à un être représentant l'inconnu, une créature dont l'apparence symbolise la peur ou le danger. Le monstre revêt plusieurs formes et a plusieurs origines, il est une entité inconnue venue d'ailleurs, comme dans le cinéma de science-fictions dont La Chose d'un autre monde et Alien sont représentatifs. La communauté humaine est alors confrontée à un danger inconnu qui menace son existence et déstabilise son environnement, d'autant plus amplifié quand cet environnement est confiné ou clos.
La monstruosité peut être aussi le fruit d'une transformation subie ou incontrôlée, ou une expérience qui aboutit contre la volonté du savant, à un résultat monstrueux. Dans La Mouche de Cronenberg, le savant Seth Brundle est la victime d'une expérience de téléportation dont il n'a pas évalué tous les paramètres, quand une mouche fusionne avec lui lors du transfert et donne naissance à un hybride monstrueux résultant du mélange de l'insecte et de l'humain.
Le monstre est aussi un élément social qui renvoie à la différence, et que son apparence dérange, choque. Cette approche de la monstruosité est illustrée par Tod Browning dans ses films L'Inconnu où Lon Chaney joue un lanceur de couteaux qui se fait amputer les bras par amour pour sa partenaire de cirque, et surtout La Monstrueuse Parade où le réalisateur met en scène de véritable monstres de foires, et dont le réalisme choqua les spectateurs. Elephant Man se base sur l'histoire vraie de Joseph Merrick un homme monstrueusement difforme, exhibé dans les foires du Londres Victorien de la fin du XIXe siècle.

### Le gigantisme
Par son caractère spectaculaire, le gigantisme est l'un des thèmes souvent abordé dans le cinéma fantastique. Symbolisant la puissance, le pouvoir, l'image du père, il renvoie aux mythes ancestraux des géants de la mythologie ou de la religion. Le cinéma propose plusieurs approches du gigantisme, en premier lieu celle du monstre antédiluvien dont l'homme est confronté, notamment dans Un million d'années avant J.C. et Voyage au centre de la Terre où des hommes combattent des dinosaures. La créature gigantesque peut aussi n'être qu'un animal qu'une expérience scientifique a rendu plus grand que nature, ce qui constitue la trame narrative du film Tarantula !.
Au lieu d'être une confrontation de l'homme avec des êtres dont les dimensions dépassent l'échelle humaine, le gigantisme peut aussi être le résultat d'une miniaturisation de l'homme qui est alors confronté à un environnement devenant gigantesque. C'est le scénario d'un des classiques du cinéma fantastique L'Homme qui rétrécit qui raconte l'histoire d'un homme qui, après le passage d'un nuage radioactif, devient de plus en plus petit, et son environnement, de plus en plus dangereux au fur et à mesure qu'il s'agrandit autour de lui. Dans Les Poupées du diable, un savant-fou invente un système permettant de réduire la taille des hommes pour lutter contre la surpopulation. Mais les humains ainsi réduits deviennent dépendant du savant qui les contrôle.

### La bestialité

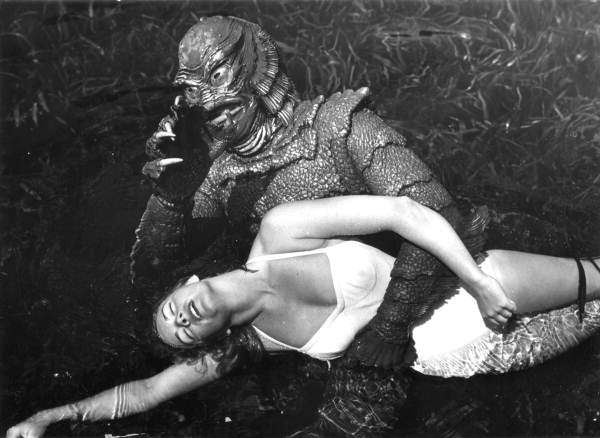
L'Étrange Créature du lac noir, image promotionnelle, Ginger Stanley emportée par la créature.

La bestialité renvoie aux histoires confrontant l'homme et la bête, thème classique depuis la mythologie grecque, et les contes de fées. Il peut s'agir du rapport de l'homme avec sa propre animalité, vu comme une perception inconsciente d'un moi imparfait ou inquiétant, se combinant avec l'anthropomorphisme. Un des films qui aborde cette approche thématique est L'Île du docteur Moreau et ses remakes, illustrant l'échec d'un savant-fou à vouloir rendre humain des animaux et constatant le triomphe de la nature sur la science.
Dans King Kong c'est le thème classique de la bête convoitant la belle qui est abordé, à travers l'histoire d'un singe gigantesque qui éprouve des sentiments pour une femme captive dans une île inconnue. Autre film représentatif La Belle et la Bête plus ancré vers le merveilleux et la féerie. Le monstre bestial est interprété comme « le viol souhaité », et la référence freudienne au singe velu, et à l'analogie entre la bête et le sexe. Toute une série de films de série B déclinent le mythe autour de créatures convoitant des femmes à l'exemple de L'Étrange Créature du lac noir de Jack Arnold, ou l'homme-araigné de L'île du sadique.

### La folie, le délire
Thème surtout abordé dans le cinéma fantastique social, le délire renvoie à la perception confuse de l'environnement par le héros. Le film Total Recall en est une illustration parfaite à travers l'histoire d'un personnage joué par Arnold Schwarzenegger en prise avec plusieurs personnalités résultant d'une manipulation. David Lynch privilégie ce thème dans plusieurs de ses films, de Eraserhead à Lost Highway, mais aussi dans Twin Peaks, John Carpenter l'aborde dans L'Antre de la folie.

### Le cauchemar
Selon Tzvetan Todorov, la loi qui régit le cinéma fantastique est l’hésitation entre réel et imaginaire. Dans un cauchemar cette hésitation est présente et fait s'interroger sur la réalité ou l'imaginaire de ce cauchemar. De nombreux films comme Rosemary's Baby (Polansky, 1968) ou plus récemment Insidious (Wan, Whannel, Robitel, 2010) jouent sur cette hésitation. Le cauchemar est une thématique privilégiée du cinéma fantastique. Dans Freddy (Les Griffes de la nuit, Wes Craven, 1984) les plus grandes peurs nées de l’enfance prennent vie dans le sommeil. Le cauchemar devient mortel et réalité. Dans d’autres cas, le réveil n’est pas suffisant pour rassurer le rêveur car la réalité est encore plus terrifiante. Par exemple dans Délivrance (Boorman, 1972) ou Carrie (De Palma, 1976), les protagonistes se réveillent en sursaut à la suite des visions qui les hantent.

### Métamorphose et mutation
Thème classique de la littérature basé sur l'identité, le changement, depuis Ovide jusqu'à Kafka en passant par le mythe de Faust, la métamorphose trouve nombre d'illustrations dans le cinéma fantastique et de science-fiction. Plusieurs mythes sont basés sur la métamorphose comme le vampire, le loup-garou, il est aussi le résultat d'expérimentations du savant fou à commencer par Dr Jekyll et Mr Hyde, ainsi que l'homme invisible. La métamorphose au cinéma se décline sous plusieurs formes. L'hybridation entre un homme et un animal, hormis le loup-garou, est aussi illustré par La Féline et L'Homme-léopard de Jacques Tourneur, La Femme reptile de John Gilling. Deuxième forme de la métamorphose, la mutation, privilégiée dans le cinéma de science-fiction et de super-héros et souvent le résultat provoqué ou subi d'expérimentations diverses et incontrôlées. Jack Arnold en a fait son thème de prédilection au travers des films L'Homme qui rétrécit, Tarantula ! et L'Étrange Créature du lac noir mettant en scène différents types de mutations, un homme victime d'un nuage radioactif qui provoque un bouleversement génétique, une araignée devenant géante après qu'on lui eut inoculé un sérum, et un mutant homme-poisson. La métamorphose est aussi une métaphore du changement que le corps subit durant sa croissance, telle qu'elle est illustrée dans des films de super-héros comme X-Men : Le Commencement ou Spiderman ou bien peut faire référence à une maladie incurable comme dans La Mouche perçu comme une allusion au SIDA.

### Invasion
Le thème de l'invasion est commun aux films d'horreur se traduisant par la horde de zombies, ou à l'invasion d'animaux comme Les Oiseaux, et au films de science-fiction dont La Guerre des mondes constitue le modèle de base. L'Invasion des profanateurs de sépultures propose une nouvelle approche du thème avec l'infiltration de créatures de manière invisible, finissant par envahir toute la planète.

## Formes et conventions du genre
Le cinéma fantastique comme tout cinéma de genre, obéit à des conventions stylistiques et formelles qui le caractérise. Ce sont des ambiances lugubres marqué par l'obscurité ou un climat inquiétant, ou les situations provoquant la peur et les cris. Ces conventions peuvent à force de répétitions constituer des clichés et être reprises de manière parodique dans les comédies fantastiques. Pour Gérad Lenne la convention devient un poncif quand elle se vide de sa signification symbolique.

### Nuit et obscurité
Élément formel inévitable du fantastique, l'obscurité est le contexte de phénomènes étranges et inquiétants. Hérité de l'expressionnisme, son traitement dans les films fantastiques est caractérisé par des ambiances dramatiques contrastées. Les classiques du fantastique des années 1930, Frankenstein, Dracula, le Loup garou, font évoluer leurs personnages principalement la nuit. Et même quand le récit se déroule de jour, plusieurs films situent les ambiances dans des lieux où règne l'obscurité (cryptes, tunnels, mines abandonnées). Pour Vincente Minnelli, tel qu'il l'exprime dans Les Ensorcelés : « L'obscurité possède sa vie propre. Dans l'obscurité toutes sortes de choses prennent vie. ».

### Climats
De même que dans l'obscurité, le récit fantastique se complaît à évoluer dans des climats favorisant des ambiances d'étrangeté et de peur, afin de mettre en condition le spectateur. Ce sont, par exemple, des atmosphères pluvieuses ou brumeuses qui voient l'arrivée du héros dans une maison isolée. Dans la science-fiction, les climats extrêmes servent de trames à des récits futuristes ou apocalyptique, comme un désert (Star Wars, épisode IV : Un nouvel espoir, Dune) ou un froid intense (Star Wars, épisode V: L'Empire contre-attaque, Le Jour d'après).

### Cri et hurlement
Le cri comme manifestation sonore de la peur est largement utilisé dans les films d'horreur. Les années 1930 produisent leur lot de scream-girl surnom données aux actrices interprétant des héroïnes qui hurlent face à un danger, l'une des plus notoires étant Fay Wray actrice principale de King Kong. Le cri est aussi le son qui caractérise le monstre, comme la créature de Frankenstein qui grogne, ne pouvant s'exprimer par la parole, ou celui de la horde de fourmis géantes dans Des monstres attaquent la ville.

## Figures et archétypes

### Le vampire

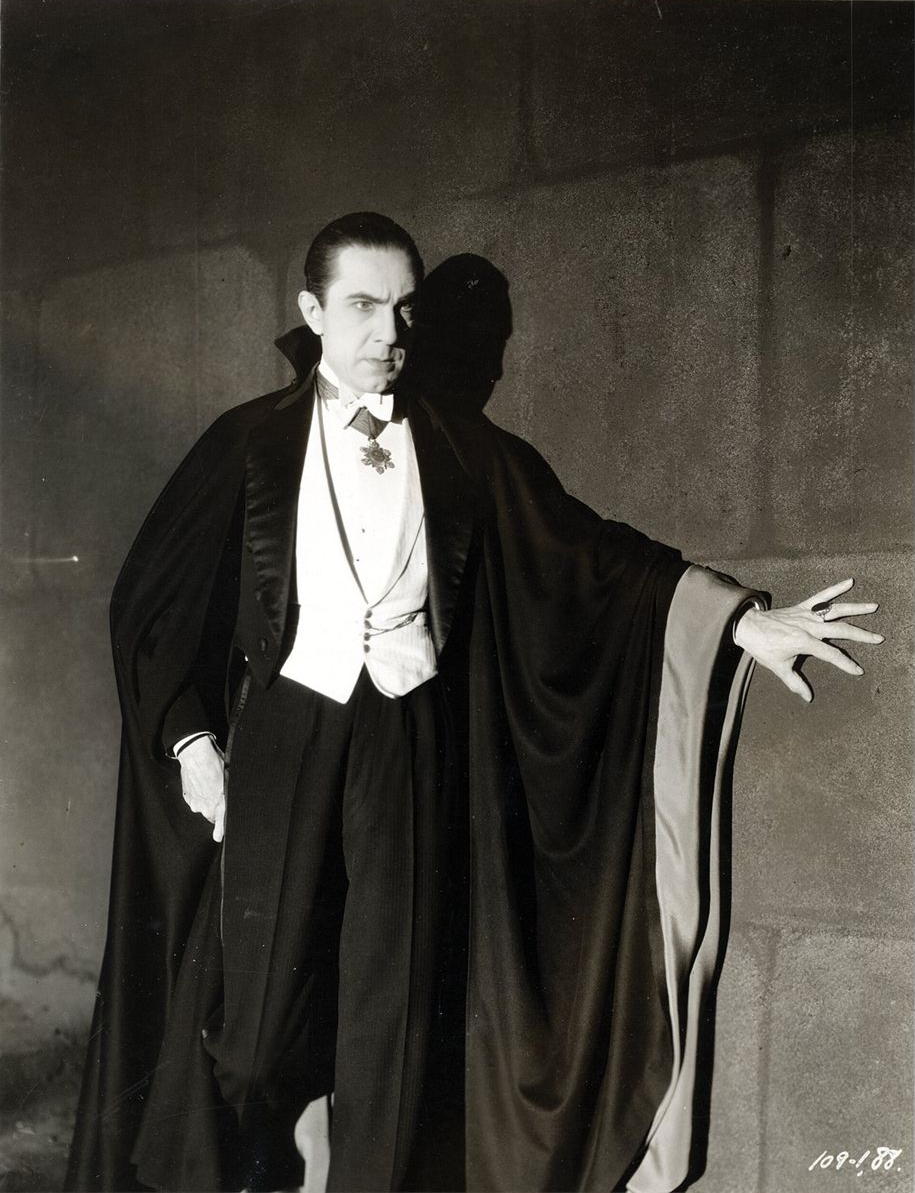
Béla Lugosi dans le rôle de Dracula en 1931 dans la première adaptation autorisée du roman de Bram Stoker.

Figure du fantastique appartenant au folklore et aux superstitions, faisant partie de la famille des fantômes, revenants et non-morts, le vampire prend une dimension mythologique dans la littérature avec le Dracula de Bram Stoker, qui en codifie les caractéristiques,, qui sont ensuite reprises par le cinéma. Le vampire concentre autour de lui plusieurs thèmes, comme l'immortalité, la jeunesse éternelle, la lutte du bien et du mal, le dédoublement, la métamorphose, l'invasion. Il revêt aussi des significations érotiques et sexuelles, à travers la morsure, l'échange du sang.
Apparu dans le fantastique aux premiers temps du cinéma avec Méliès qui, en 1896, dans Le Manoir du diable, montre une chauve-souris se transformant en démon, ce sont principalement les adaptations du roman Dracula qui vont populariser la figure du vampire. À commencer par l'adaptation non autorisée de Friedrich Wilhelm Murnau Nosferatu le vampire de 1922, qui change certains éléments, dont l'apparence et le nom du vampire qui devient le comte Orlock, et les lieux du récit se situant en Allemagne. Murnau invente une caractéristique qui sera ensuite reprise dans les autres adaptations de Stoker et des films de vampires, celle de faire mourir son personnage aux premières lueurs de l'aube. Alors que Murnau faisait de son vampire un être repoussant et monstrueux, à l'allure de cadavre, Tod Browning dans la première adaptation officielle et autorisée du roman de Stoker, lui donne une apparence aristocratique et en fait un séducteur, sous les traits du comédien d'origine roumaine Béla Lugosi. Ce modèle devient un archétype, qui trouvera son extension avec les séries de films de la Hammer interprétés par Christopher Lee à commencer par Le Cauchemar de Dracula. Gérad Lenne constate qu'« indépendamment du personnage de Dracula, la filmographie des vampires est la plus abondante du « fantastique » ».

### Le loup-garou

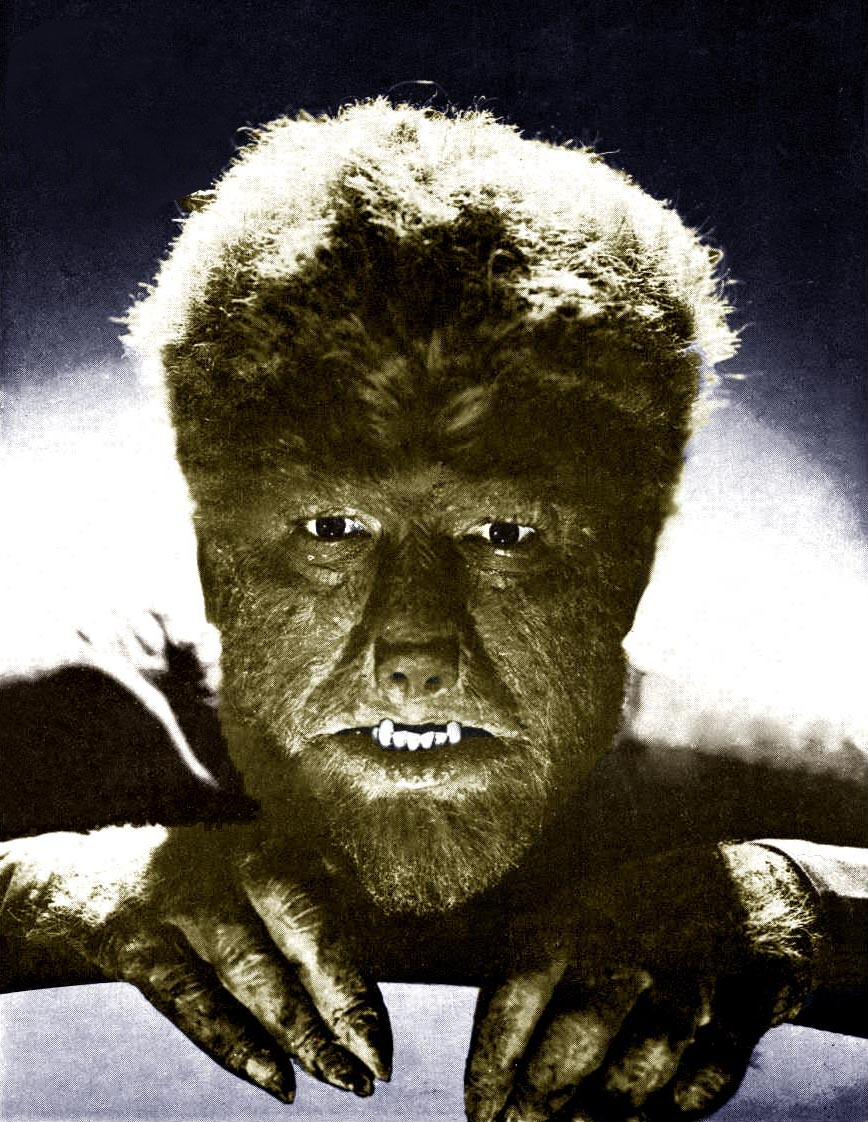
Image promotionnelle du film de 1941 Le Loup-garou avec Lon Chaney Jr..

Tout comme le vampire, le loup-garou est une figure fantastique d'origine folklorique et aussi mythologique dont l'origine remonte à l'antiquité grecque, notamment par l'exemple de Léto la mère d'Apollon, qui prend la forme d'une louve. Mais à la différence de Dracula, il ne repose pas sur un roman de référence. La figure s'appuie sur deux thèmes principaux, le dédoublement entre l'homme et l'animal, et sur la métamorphose, et symbolise la marginalité, le refus des règles de la société et la conscience d'une animalité.
La première manifestation cinématographique date de 1913 avec Le Loup-garou d'Henry MacRae (film disparu ou détruit), qui s'inspire d'une légende navajo. Si plusieurs films vont aborder la figure du loup-garou du muet jusqu'aux années 1930 (Wolf Blood de George Chesebro et Bruce M. Mitchell (1925), Le Monstre de Londres de Stuart Walker (1935)), c'est en 1941 que le scénariste Curt Siodmak établit la mythologie du personnage avec Le Loup-garou de George Waggner (1941) avec Lon Chaney Jr., dont le récit servira de base aux films de loup-garou suivants. Tous les codes de la figure du lycanthrope sont exposés dans cette histoire qui met en scène le personnage de Larry Talbot qui, revenant dans les lieux de son enfance pour voir son père, se fait mordre par une créature prés d'un camp de tziganes et se transforme contre sa volonté en un loup-garou assoiffé de sang qui, après avoir perpétré ses crimes, redevient humain et oublie tout souvenir de ses activités monstrueuses. À sa mort, il reprend forme humaine, mais à la différence des films de loup-garou suivants, sa mort est causée par une canne d'argent, et non par des balles d'argent. Le mythe n'est abordé par la Hammer qu'avec le film La Nuit du loup-garou de Terence Fischer, qui, à la différence des films de vampire et de Frankenstein produit par le studio, ne donnera aucune suite. La période des années 1960 et 1970 étant peu productive en matière de films de loup-garou, c'est dans les années 1980 que le mythe retrouve une seconde jeunesse avec Hurlements de Joe Dante et Le Loup-garou de Londres de John Landis suivi par la Compagnie des loups de Neil Jordan.
L'une des caractéristiques du film de loup-garou est de présenter des scènes de transformations qui vont devenir de plus en plus spectaculaires au fur et à mesure de l'évolution des effets spéciaux. Au départ basés sur des fondus-enchaînés qui, peu à peu, expose le maquillage du monstre tel qu'il est montré dans les films de la Universal et de la Hammer, dans les années 1980 avec Hurlements et Le loup-garou de Londres les effets spéciaux mécaniques de Rob Bottin et Rick Baker font évoluer le spectacle de la transformation en montrant en temps réel une métamorphose plus réaliste et effrayante, et participent à la renaissance du mythe. Avec Wolfman le traitement de la transformation se fait par le truchement des effets-spéciaux numériques.

### Le savant fou

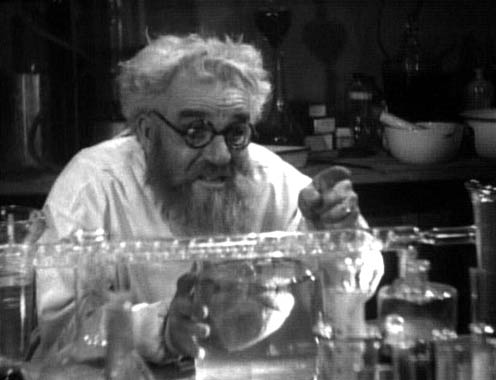
Horace B. Carpenter dans le rôle du Dr Meirschultz, dans le film Maniac (1934).

Figure indissociable du fantastique, le savant fou prend son origine dans la sorcellerie et le personnage de l'alchimiste du Moyen Âge, et renvoie aux mythes prométhéens du Golem et de l'apprenti-sorcier et au thème du blasphème,. Il est commun aussi aux genres du cinéma de science-fiction et d'horreur. Ses deux modèles littéraires sont le docteur Frankenstein, créé par Mary Shelley en 1818, qui tente de faire revivre un être constitué de cadavres humains, et le docteur Jekyll créé en 1886 par Robert-Louis Stevenson, qui, s'interrogeant sur la dualité entre le bien et le mal, expérimente sur lui-même une potion qui sépare ses deux personnalités. Il apparaît au cinéma en 1918 dans Mandragore de Michael Curtiz, et deux ans plus tard dans Le Cabinet du docteur Caligari de Robert Wiene. Le film qui fait du savant fou un archétype du cinéma fantastique est L'Île du docteur Moreau notamment par la prestation de Charles Laughton qui marque la filmographie du personnage. Autre représentation classique du savant fou, l'homme invisible tiré aussi d'un roman de H. G. Wells qui apparaît dans la première adaptation à l'écran dans le film de James Whale L'Homme invisible en 1933.
Après la seconde guerre mondiale, la figure du savant fou évolue, évolution liée aux bouleversements de la guerre, l'invention de la bombe atomique et les progrès scientifiques et technologiques. C'est moins le savant que la science en elle-même qui devient incontrôlable et génère des catastrophes. Dans Le Monstre de Val Guest le professeur Quatermass est involontairement responsable du danger extra terrestre qui menace Londres, provenant d'un vaisseau qu'il avait envoyé dans l'espace. Dans La Chose d'un autre monde (1951) le professeur Carrington prend la défense de l'extra-terrestre qui menace pourtant le groupe d'explorateurs.
Dans les Yeux sans visage Georges Franju revient à une forme plus traditionnelle du savant fou, en racontant l'histoire d'un chirurgien qui, par amour pour sa fille défigurée par une maladie, tente de lui greffer un nouveau visage provenant de jeunes filles qu'il fait enlever et assassiner. Dans les années 1970, Vincent Price, acteur récurrent dans cet emploi, incarne une version gothique du savant fou dans L'Abominable Docteur Phibes et sa suite Le Retour de l'abominable Docteur Phibes où il se venge de la mort de sa femme en assassinant de manières diverses et ingénieuses les médecins qui n'ont pu la sauver.

### La créature

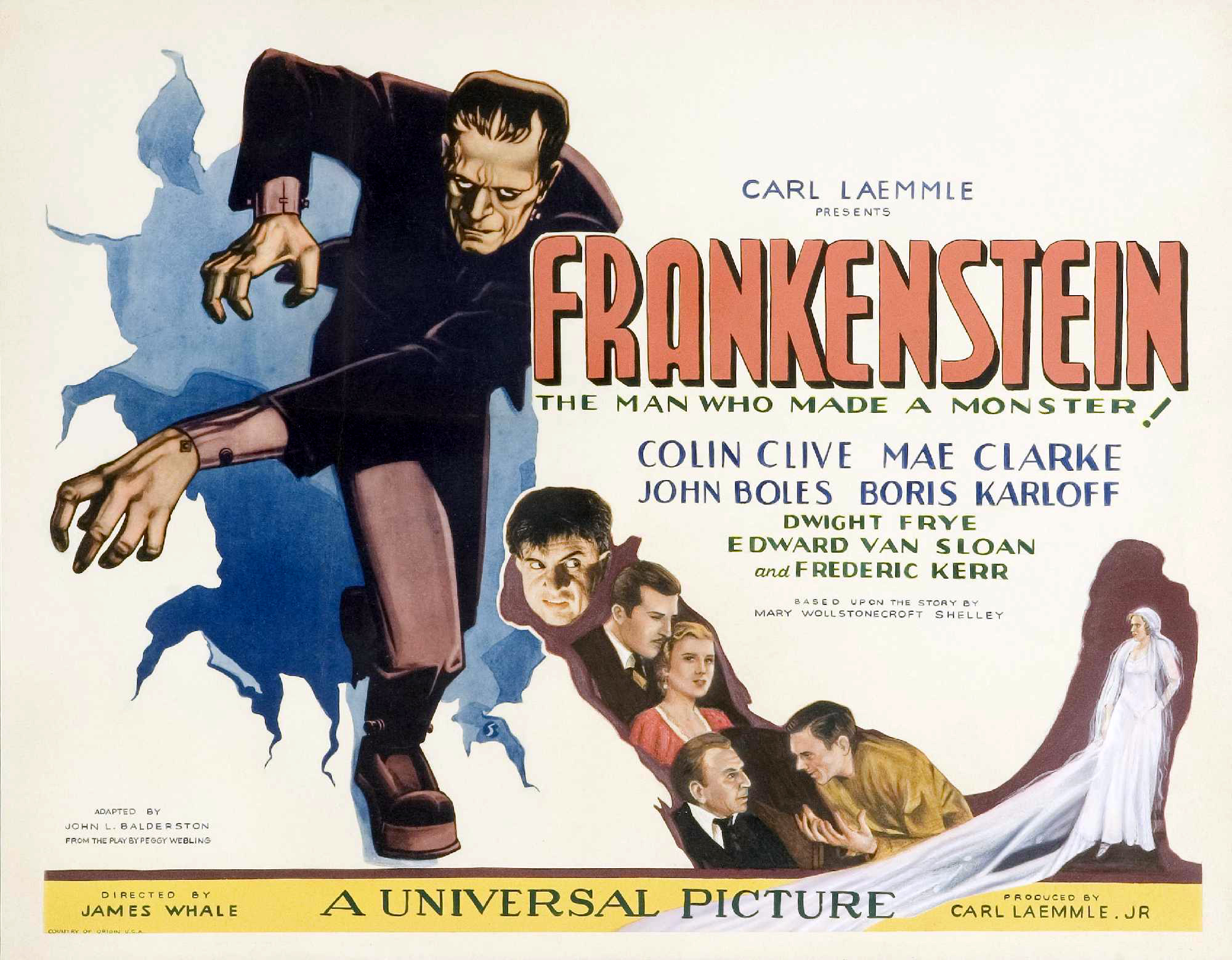
Affiche du film Frankenstein de James Whale.

La créature, un être créé par l'homme et qui échappe à son contrôle, est un mythe vivace du fantastique. À la différence des vampires et loups-garous, il ne provient pas d'un folklore ou d'une tradition, mais trouve son inspiration dans le thème de l'alchimiste qui cherche à créer la vie à partir de morts, et le mythe du Golem. Il se développe au XIXe siècle et traduit l'angoisse de la société de l'époque face aux avancées scientifiques et s'appuie sur les thèmes du droit à la différence et de la folie des hommes à vouloir créer des monstres qui échappent à leur destinée.
C'est principalement à travers le roman de Mary Shelley Frankenstein ou le Prométhée moderne que le mythe se met en place et est popularisé au cinéma à partir des années 1910 avec le film de J. Searle Dawley. Deux options du récit sont abordées au cinéma, celle qui adopte le point de vue de la créature, qui est principalement représentée par les films de la Universal avec Boris Karloff, et celle qui choisit le point de vue du baron Frankenstein décliné dans les nombreux films de la Hammer avec Peter Cushing dans le rôle du scientifique.
Hormis Frankenstein, le mythe de la créature est représenté par les différentes adaptations de l'histoire du Golem et notamment les deux films expressionnistes de Paul Wegener (1914 et 1920). Il trouve son extension dans le cinéma de science-fiction à travers les nombreuses histoires de robots humanoïdes échappant au contrôle de leur créateur, thème commun aux films Metropolis, Mondwest et Blade Runner. Tim Burton avec Edward aux mains d'argent rend hommage aux classiques comme Frankenstein et le Cabinet du docteur Caligari en développant le mythe de la créature à travers l'histoire d'un être que son créateur ne peut terminer car il meurt avant de l'avoir achevé, et qui se retrouve affublé de lames à la place des mains.

### Le diable
Le diable, ou plus globalement la figure démoniaque, apparaît au cinéma très tôt, dans Le manoir du diable de Méliès (1897), puis dans d'autres films comme Pages arrachées au livre de Satan de Carl Theodor Dreyer (1921). Dans les années 1960, le diable devient populaire avec le film Rosemary's Baby de Roman Polanski sorti en 1968, puis dans L'Exorciste de William Friedkin sortis en 1973 où il possède une jeune adolescente de 13 ans, aussi le film Amityville : La Maison du diable de 1979, dans la série des Malédictions où il possède cette fois-ci un petit garçon adoptés de quelques années. Le diable au cinéma prend principalement une apparence humaine, souvent sous la forme d'un homme plutôt vieux, plus rarement sous celle d'une femme. L'apparence cornue qui le caractérise dans les traditions, est personnifiée pour la première fois au cinéma dans La Sorcellerie à travers les âges.

### L'enfant

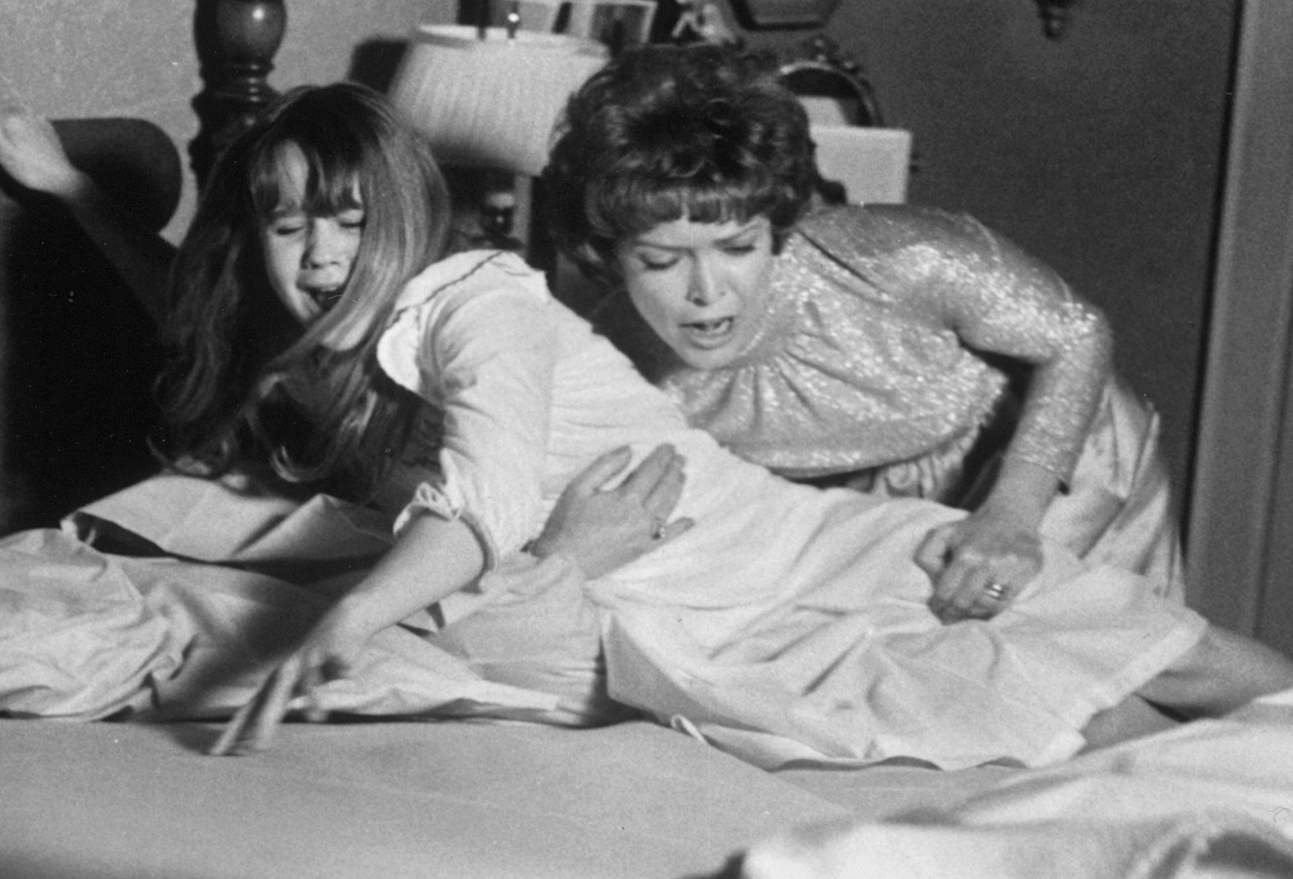
Linda Blair et Ellen Burstyn dans une scène de L'Exorciste.

Aux premiers temps du cinéma fantastique, la place de l'enfant est plutôt celle d'une victime, telle que le Frankenstein de James Whale en donne un exemple avec la petite fille victime accidentelle de la créature qu'elle croise. En tant qu'être sensible, l'enfant est aussi représenté comme le témoin de phénomènes étranges qui échappent à la perception des adultes, illustré dans Sixième Sens par un enfant tourmenté par des fantômes qu'il est le seul à voir ou entendre. À partir des années 1950, l'enfant est représenté comme une figure maléfique qui, sous des dehors angéliques, peut commettre des actes meurtriers. Le premier film à le personnifier ainsi, est La Mauvaise Graine réalisé en 1956 par Mervyn LeRoy, qui fait de Rhoda, la petite fille blonde héroïne du récit, une meurtrière en série. Autre figure inquiétante, l'enfant possédé, qui apparait d'abord dans  Les Innocents adapté du Tour d'écrou d'Henry James, où deux enfants semblent sous l'emprise des fantômes de leur gouvernante miss Jessel et du domestique Quint. Autre exemple avec Opération peur de Mario Bava, où les habitants d'un village sont tourmentés par le fantôme d'une petite fille. L'exemple de l'enfant possédé culmine avec L'Exorciste de William Friedkin, qui lance la vogue avec d'autres films comme La Malédiction.
Le nouveau-né est un autre type de figure du fantastique, souvent monstrueux, soit qu'il ait été engendré par une puissance maléfique comme dans Rosemary's Baby, ou par des extra-terrestres dans L'Enfant du futur. Le monstre est vivant montre un bébé mutant qui, sitôt venu au monde se met à tuer le personnel de l'hôpital.
Dans le cinéma post-apocalyptique, ce sont des enfants organisés en groupe qui représentent un danger. Les films précurseurs sont Le Village des damnés de Wolf Rilla, où les habitantes d'une petite localité engendrent des enfants extra-terrestres qui prennent le contrôle du village, et Sa Majesté des mouches où des enfants livrés à eux-mêmes sur une ile déserte, finissent par succomber à des instincts primitifs et à s'entretuer. Demain les mômes de Jean Pourtalé, rare film français post apocalyptique, narre l'histoire d'un survivant confronté à un groupe d'enfants résolument muets, dont il ne peut établir de communication. Dans Les Révoltés de l'an 2000 c'est un couple qui est pris en chasse par une tribu d'enfants meurtriers.

### Automates, poupées et marionnettes

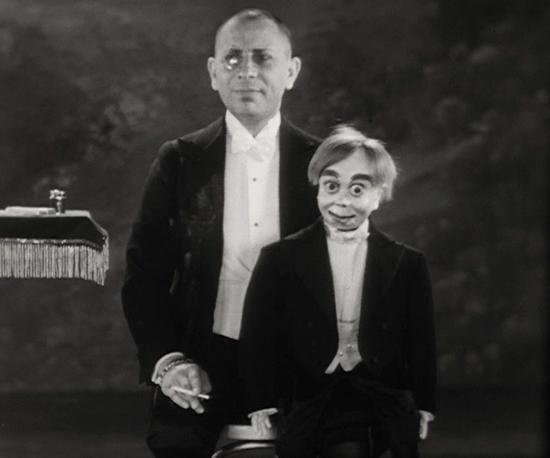
Gabbo le ventriloque (1929) avec Erich von Stroheim.

Les films mettant en scène des automates, des poupées ou des marionnettes jouent sur les thèmes de la confusion entre l'humains et l'inanimé, sur l'anthropomorphisme, la miniaturisation, la possession et la perte d'identité. Méliès fut le premier réalisateur à en faire un sujet de films fantastiques avec Gugusse et l'automate (en) de 1897 et Coppelia : La Poupée animée de 1900, ces deux films ayant disparu. La série de films la plus populaire mettant en scène une poupée diabolique est Jeu d'enfant de Tom Holland et ses suites, qui introduisent le personnage de Chucky, une poupée habitée par l'esprit d'un serial killer mort dans un magasin de jouets. Le thème de la possession, est en rapport avec le vaudou avec des poupées fétiches qui s'emparent de leurs victimes, comme dans le sketch Amelia du téléfilm  La Poupée de la terreur de Dan Curtis. 
Le thème de la perte d'identité est principalement illustré, dans les films montrant les relations entre un ventriloque et sa marionnette, jouant sur le dédoublement de personnalité du marionnettiste ou sur la manipulation de la marionnette telle qu'elle est mise en scène dans le sketch le Mannequin du Ventriloque d'Alberto Cavalcanti du film  Au cœur de la nuit, et dans Magic de Richard Attenborough.

### Clown

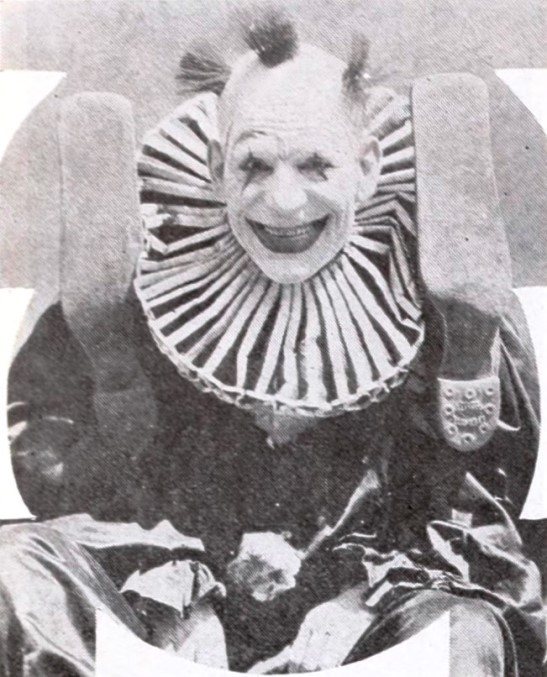
Lon Chaney dans Larmes de clown.

En tant que personnage fantastique le clown est d'abord exploité pour son caractère tragique dans des films comme L'Homme qui rit où le personnage de Gwynplaine défiguré par des trafiquants d'enfants, s'exhibe dans une compagnie foraine. Lon Chaney incarne deux fois un clown au destin tragique dans Larmes de clown (1924) et Ris donc, Paillasse ! (1928). Dans le film de Jacques Tourneur Rendez-vous avec la peur (1957) le personnage de l'inquiétant docteur Karswell se maquille en clown. À partir des années 1980 et 1990 le clown devient un archétype du film d'horreur, avec notamment l'adaptation télévisée de « Il » est revenu d'après Stephen King. Suivront toute une série de clowns psychopathes et meurtriers inspirés par le tueur en série John Wayne Gacy, comme les deux films de Rob Zombie La Maison des mille morts et 31.

### Fantôme et revenant
Tiré de la littérature, figure commune à des cultures diverses, le fantôme est popularisé dans le cinéma dès les premiers temps du muet, où il apparaît chez Méliès avec le Manoir du Diable. S'appuyant souvent sur le thème de la culpabilité, les récits font apparaître le fantôme dans des situations où il se manifeste parce que quelque chose n'a pas été accomplie ou à la suite d'une injustice.Ce thème est repris dans des films comme Prison où le spectre d'un prisonnier revient se venger sur les lieux de son exécution, ou Fog où les fantômes de marins naufragés dont le navire a été pillé en 1880 s'en prennent aux descendants de ceux qui les ont volés. Le fantôme peut aussi avoir un rôle de bienfaiteur et aider le héros ou l'héroïne, cette trame du récit, plus proche du merveilleux se retrouve dans L'Aventure de madame Muir  de Joseph L. Mankiewicz (1947), dans Always de Steven Spielberg (1989) ou dans Ghost de Jerry Zucker (1990). Il est aussi le sujet de multiples comédies fantastiques, Fantômes à l'italienne, SOS Fantômes ou Beetlejuice.
Au Japon, le film de fantômes constitue un genre à part entière avec le kaidan ega popularisé dans les années 1950 avec le film Les Contes de la lune vague après la pluie (Kenji Mizoguchi, 1953), et les deux films de Nobuo Nakagawa Kaidan Kasane-ga-fuchi (en) (ou The Ghost of Kasane, 1957) et Histoire de fantômes japonais (1959). Dans les films japonais, l'image du fantôme prend l'apparence d'une femme à l'allure de mort-vivant aux longs cheveux noirs. Le genre retrouve une seconde jeunesse à la fin des années 1990 et début 2000 avec le succès international de Ring de Hideo Nakata (1998) suivi de Dark Water du même réalisateur (2002) et Kaïro de Kiyoshi Kurosawa (2001).

### Zombie et mort-vivant

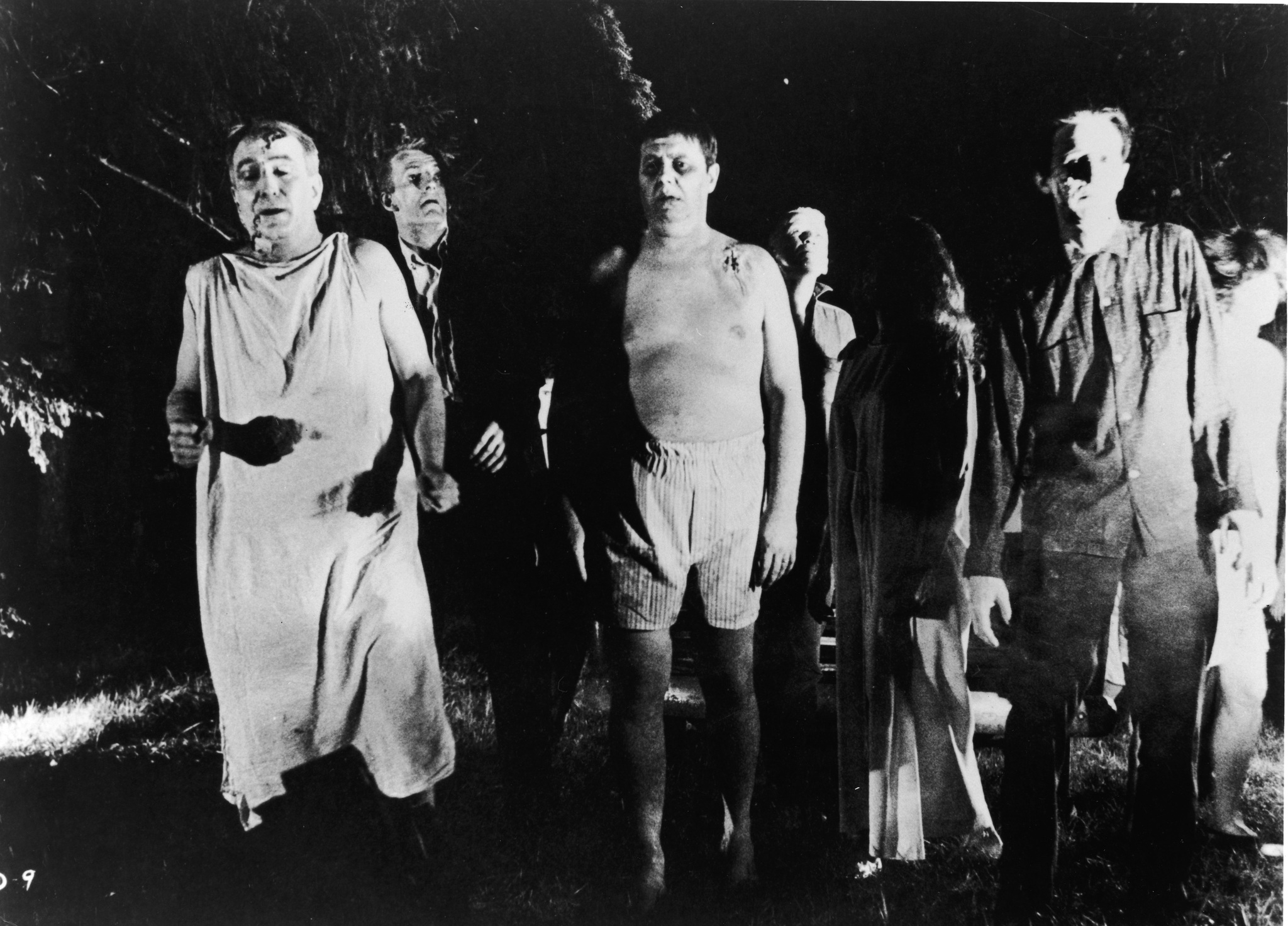
Les zombies de La Nuit des morts-vivants de George Romero.

Forme dérivée du revenant, le mort-vivant devient un archétype du cinéma fantastique et d'horreur avec le film de Romero La Nuit des morts-vivants qui modernise le personnage et en fait une figure centrale du cinéma post apocalyptique. Si au début du cinéma le thème du mort qui revient à la vie est commun à plusieurs films muets comme The Return of Maurice Donnelly de William Humphrey (1915) ou The Devil to Pay d'Ernest C. Warde (1920), et se retrouve aussi dans le film pacifiste J'Accuse d'Abel Gance (1918), c'est dans les années 1930 que la figure du zombie apparaît avec le film de Victor Halperin Les Morts-vivants. Le personnage du zombie est alors associé étroitement au culte vaudou et se situe entre le vivant et le mort. Un film fait figure de précurseur dans une approche moderne de la horde de morts-vivants La Révolte des zombies (1936) qui annonce les apocalypses de zombies des années 1980. Durant les années 1930, 40 et 50 la figure du zombie ne connaît pas d'évolutions significatives et reste rattachée au vaudou, qu'il s'agisse du film de Jacques Tourneur Vaudou, de Revenge of the Zombies (1943) jusqu'à L'Invasion des morts-vivants de la Hammer, il s'agit toujours d'un être entre la vie et la mort sous l'emprise d'une volonté extérieure.
Le film de George A. Romero révolutionne et rompt avec l'image du zombie d'avant-guerre, pour en faire un mort-vivant dépourvu de toute conscience, devenu cannibale, et se déplaçant en horde, dont le nombre en fait une menace. Menace qui prend avec le film suivant de Romero Zombie des proportions apocalyptiques. Dans un monde d'après fin du monde, les vivants doivent alors survivre dans un supermarché contre des hordes qui envahissent l'espace vital. Les années 1980 font du zombie un personnage incontournable du film d'horreur, et le film de zombie un sous genre avec ses propres codes. Certains réalisateurs vont casser cette vision du mort-vivant comme Wes Craven avec L'Emprise des ténèbres qui revient aux sources du vaudou, ou Andrew Parkinson avec Moi, zombie : chronique de la douleur qui propose une approche originale en adoptant le point de vue subjectif du héros, dont on suit la dégradation progressive en mort-vivant après avoir été mordu, ou encore American Zombie (en) que la réalisatrice Grace Lee filme à la manière d'un faux reportage sur une communauté de zombies.

### La momie

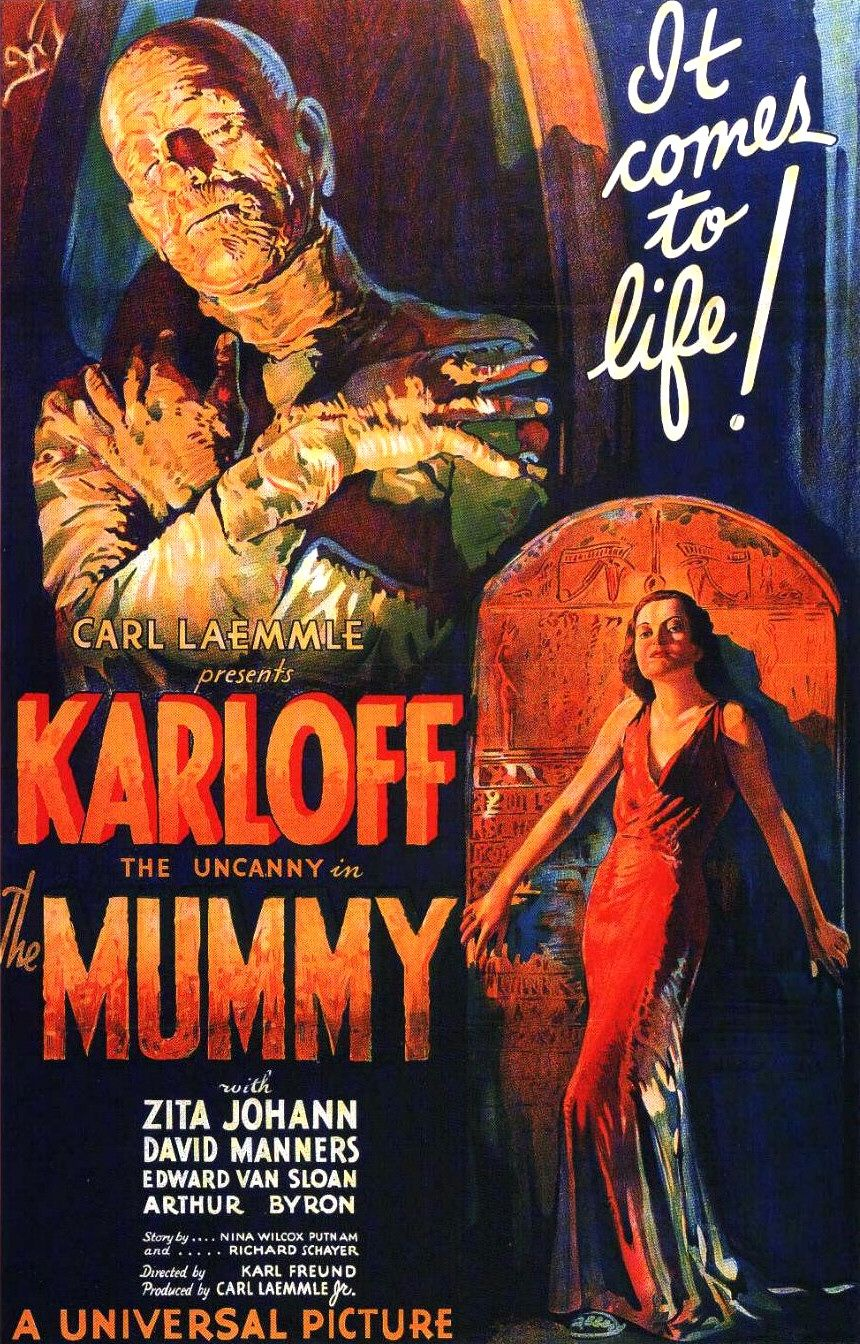
Affiche pour la Momie de Karl Freund avec Boris Karloff.

Dernière forme de mort-vivant représentée dans le cinéma fantastique, la momie fait une apparition tardive, avec La Momie de Karl Freund en 1932 joué par Boris Karloff. Sa popularité est liée en grande partie à la légende d'une malédiction qui accompagna l'exhumation de la tombe de Toutânkhamon en 1922. Personnage associé aux thèmes de la réincarnation, de la vie après la mort, de la vengeance et de la possession, il est traditionnellement représenté recouvert de bandelettes, se déplaçant de la même manière que le zombie, d'allure raide les bras et les jambes tendues, et d'une force surhumaine. La Universal, à la suite du succès du film de Freund produira un cycle de quatre films autour de la momie avec comme vedette Lon Chaney Jr.. Le cinéma fantastique mexicain reprend le mythe de la momie dans les années 1950 en l'adaptant à la culture du pays pour en faire une momie précolombienne avec La Momie aztèque (en) de Rafael Portillo (en) (1957), à l'origine aussi d'un cycle de films. À la fin des années 1950, la Hammer produisit aussi son cycle de films autour de la momie, reprenant la figure égyptienne popularisée par Universal, avec comme vedette l'acteur emblématique du studio Christopher Lee. Si le personnage n'apparaît que dans quelques rares films dans les années 1980 et début 1990, au tournant des années 2000 il retrouve une nouvelle popularité avec La Momie de Stephen Sommers et ses suites produites par Universal, marqués par une mise en scène à grand spectacle et des effets spéciaux en images de synthèse.

## Cadres et environnements
Le cinéma fantastique est caractérisé par les différents lieux et cadres qui situent les récits, souvent inquiétants, obscurs et isolés. Les plus communs sont le cimetière, que l'on retrouve autant dans les films de vampires, de Frankenstein ou de zombies; la forêt, décor des films de fantômes ou de loups-garous; la maison et le château, hantés ou non, traduisant l'angoisse la folie ou la possession; ou le laboratoire, lieu des expérimentations du savant fou.

### Cimetières, cryptes, tombes
Les cimetières ou les cryptes à l'architecture gothique, constituent un des environnements classiques du fantastique. Décor commun aux films de vampire et de Frankenstein, c'est aussi le lieu que choisit George Romero pour situer le début de la Nuit des morts-vivants où les deux premiers protagonistes du film viennent fleurir une tombe en prêtant une attention distraite à la silhouette en arrière-plan qui marche vers eux.

### Bois et forêts
La forêt joue un rôle important dans les récits fantastiques depuis les contes et mythologies, jusqu'aux romans modernes. Naturellement elle constitue un des cadres les plus souvent employés dans le cinéma fantastique, ainsi que dans le cinéma d'horreur et de science-fiction. La forêt est le décor de films d'inspirations gothiques, comme les différents Frankenstein à commencer par le film de James Whale, où la créature se réfugie, ou dans Sleepy Hollow de Tim Burton qui en fait un lieu menaçant. Dans la science-fiction, la forêt constitue l'environnement unique de certaines planètes fictives comme Dagobah dans l'Empire contre-attaque de George Lucas, ou Pandora dans Avatar de James Cameron.

### Édifices

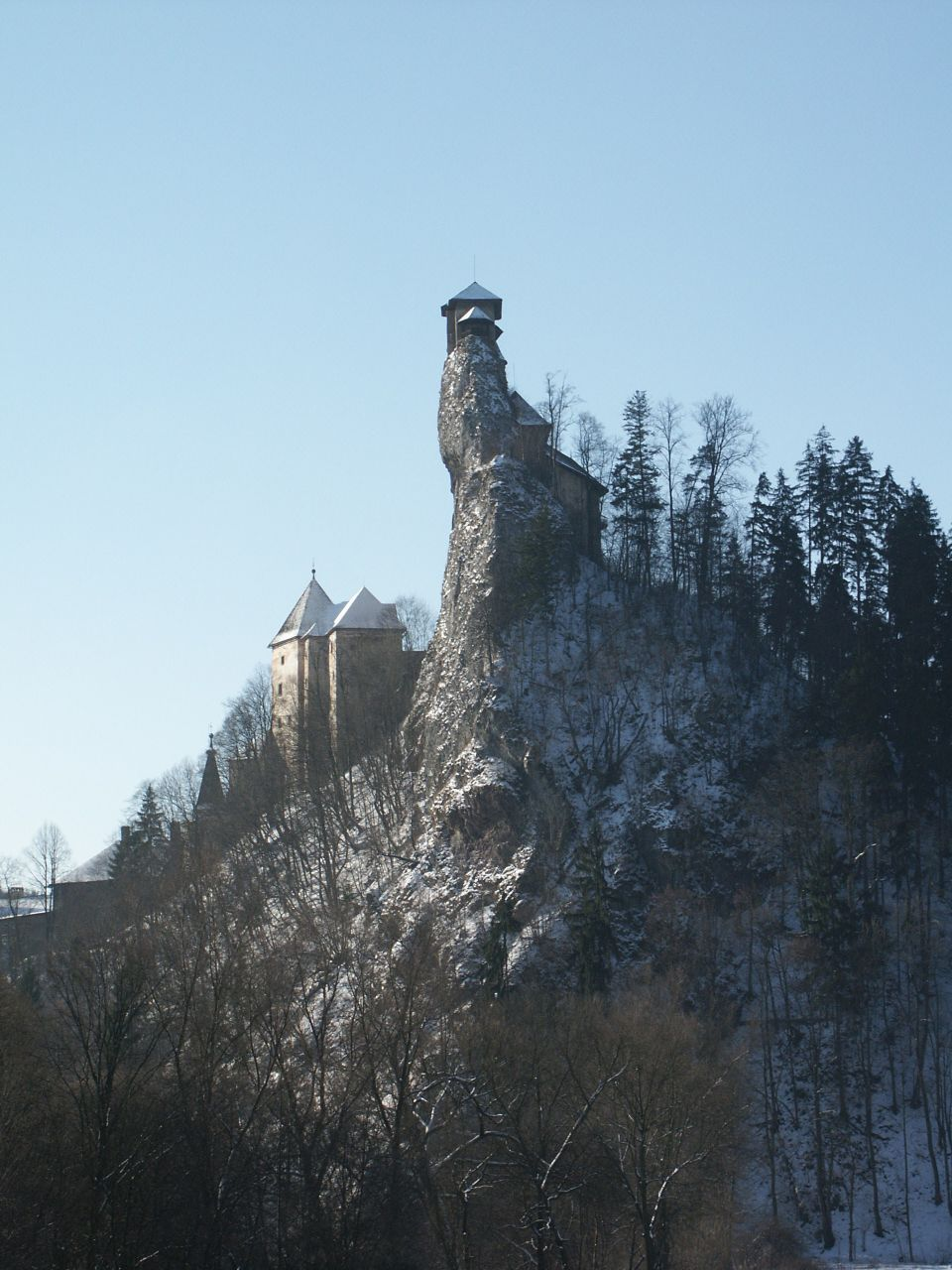
Le château d'Orava en Slovaquie qui servit de cadre pour représenter la résidence du comte Orlock dans le film Nosferatu le vampire de Murnau.

La maison, la ferme ou le château, et tout autre édifice d'habitation, constituent l'un des environnements de prédilection du cinéma fantastique. Il représente à la fois le lieu qui sert d'abri face à un danger, et peut devenir un danger en lui-même. Dans la Nuit des morts-vivants les protagonistes se réfugient dans une maison isolée d'où ils se barricadent pour empêcher les zombies d'entrer. Mais c'est surtout en tant qu'édifice menaçant, qu'il prend sa dimension fantastique, qu'il s'agisse de la maison en elle-même ou de certaines de ses pièces. Par exemple le grenier ou la cave sont les lieux de dissimulation de secrets ou de souvenirs mystérieux qui peuvent ressurgir. Les lieux d'intimité comme la chambre et la salle de bain revêtent une signification érotique quand un monstre ou un vampire vient s'y manifester. 
Dans un espace restreint et clos, chaque mur, chaque porte, chaque miroir devient une possible frontière entre le normal et le paranormal. De La maison du diable Robert Wise 1963, la Maison des damnés de John Hough 1973, en passant par Poltergeist de Tobe Hooper 1982, jusqu’au récent Conjuring de James Wan 2013, la maison hantée offre une multitude de menaces : fantômes, démons, possessions. La maison constitue le monstre du film, elle est vivante et opère un pouvoir maléfique sur ses habitants comme cela est illustré dans Amityville : La Maison du diable de Stuart Rosenberg 1979. Au-delà de la maison, ce sont des peurs propres aux protagonistes que ceux-ci doivent affronter,.

## Procédés et techniques
Différents procédés cinématographiques servent à accentuer le caractère fantastique d'un film. Deux tendances se dégagent, l'exhibition et la suggestion. La première utilise des effets techniques à des fins de démonstration, tandis que la seconde use d'effets qui jouent sur l'imagination du spectateur, même si, dans la pratique, ces deux tendances peuvent s'imbriquer dans un seul film. L'un des plus anciens procédés associé au genre est le recours aux effets spéciaux (désignés aussi trucages), qui sont employés dès les origines du cinéma fantastique, et dont plusieurs films sont représentatifs, à commencer par le Voyage dans la lune de Méliès en 1902, en passant par King Kong, jusqu'aux images de synthèse de Jurassic Park. Le maquillage est l'autre composante notable du genre, pour la représentation de créatures monstrueuses comme le monstre de Frankenstein ou la bête du film de Cocteau, ou pour montrer les résultats de métamorphoses ou de transformations, tel le docteur Jekyll devenant mister Hyde, ou Seth Brundle devenant un hybride entre une mouche et un homme. Le son (ou son absence) est aussi un élément important participant à la narration des films fantastiques, de même certains effets de mise en scène comme le hors-champ ou l'effet-bus.

### Effets spéciaux

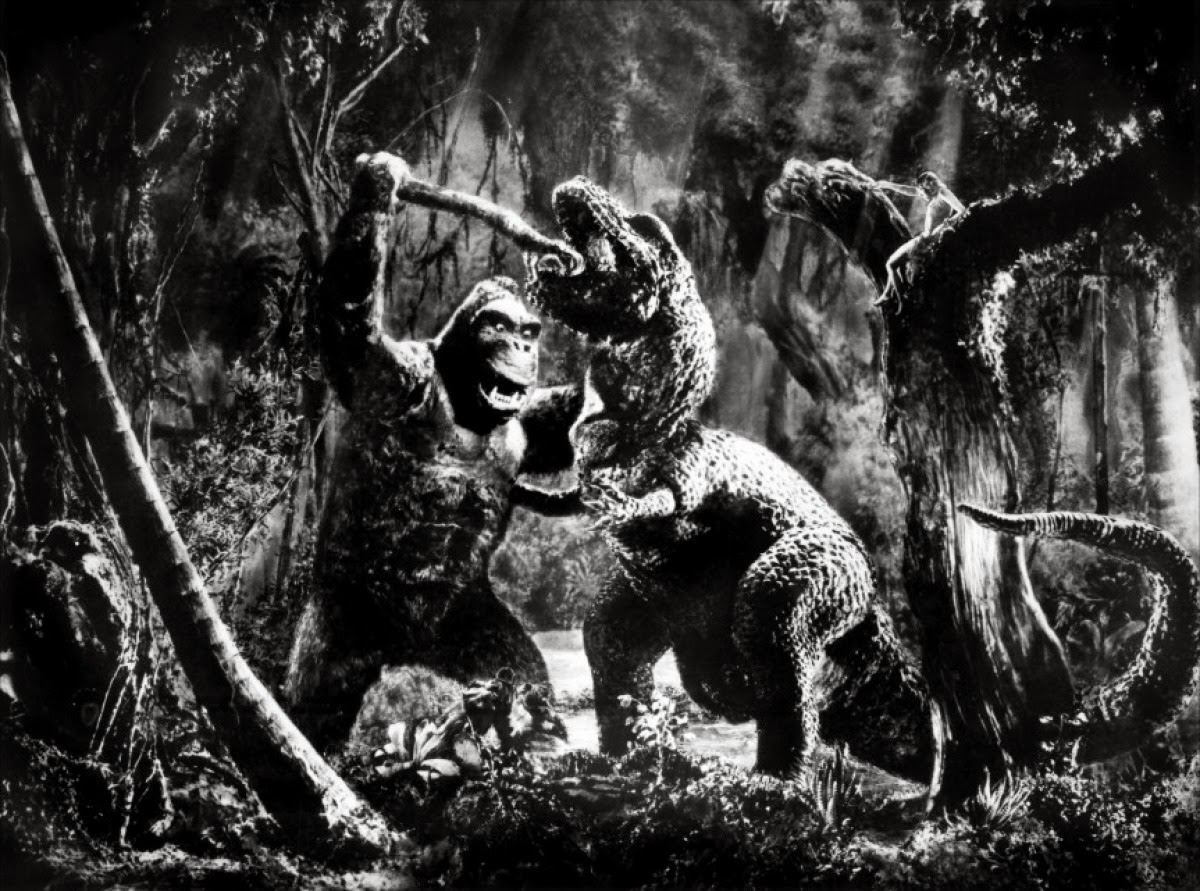
King Kong dont les effets spéciaux de Willis O'Brien sont basés sur l'animation image par image.

Georges Méliès, magicien au théâtre Robert-Houdin, s'enthousiasme pour l'invention des frères Lumière en assistant à la première projection de leurs films. N'ayant put obtenir d'eux l'utilisation de la caméra, il fabrique alors son propre appareil de prise de vue avec l'aide de deux ingénieurs et en utilisant des pellicules du Kinétoscope d'Edison. Il devient le pionnier des effets spéciaux qu'il découvre accidentellement à cause du blocage de sa caméra alors qu'il filmait des véhicules place de l'Opéra à Paris. Après avoir réparé le film il constata qu'un omnibus s'était changé en corbillard. Il se tourne naturellement vers des sujets fantastiques pour expérimenter ses différents procédés de trucages comme la surimpression, le système des caches, ou les premiers effets spéciaux mécanique avec la marionnette géante de À la conquête du pôle. À la même période d'autres effets spéciaux sont inventés, comme le matte painting mise au point en 1907 par Norman O.Dawn qui donne l'illusion d'un décor réel à partir d'éléments peints qui se fondent avec la prise de vue.
Dans les années 1920 deux techniciens vont marquer l'évolution des effets spéciaux Willis O'Brien et Erich Kettelhut. Willis O'Brien pionnier du procédé d'animation de marionnette image par image, connaît avec Le Monde perdu (film, 1925) un succès retentissant en donnant vie à des dinosaures à partir de figurine articulés par un squelette de métal. Erich Kettelhut décorateur pour le Metropolis de Fritz Lang, fabrique des maquettes de gratte-ciels et des avions miniatures suspendu à des fils qui sont filmés image par image pour représenter la ville futuriste de Metropolis. Les effets spéciaux évoluent de manière spectaculaire au début des années 1930 avec King Kong qui consacre Willis O'Brien dans les effets spéciaux image par image. Les effets de transparence sont mis au point par John P. Fulton (qui devient ensuite directeur des effets spéciaux de Universal) pour L'Homme invisible, avec l'aide du travelling mate mis au point par Frank D. Williams qui permettait d'incruster un personnage sur un décor, à partir d'un système de filtres et de caches. Procédé amélioré par Linwood G. Dunn responsable des effets optiques de King Kong qui met au point une tireuse otique spécialement conçue à cet effet.
À la fin des années 1930, Arnold Gillespie va élaborer plusieurs effets spéciaux novateur pour le film Le Magicien d'Oz, notamment la scène de la tornade géante, où les différents effets mécaniques sont filmés en accéléré pour ensuite être rétroprojetés, afin d'y incruster l'actrice judy Garland. Les années 1940 à 1960 voient l'utilisation des systèmes de surimpression d'image et de fondus enchaînés employés notamment dans les films de Jack Arnold, L'Homme qui rétrécit et Tarantula !. Georges Pal réalise trois films qui marquent l'évolution des effets spéciaux dans la science-fiction, supervisé par Gordon Jennings. Avec le Choc des mondes le budget atteint les 936 000 dollars, pour construire une ville afin d'y simuler une inondation, dans la Guerre des mondes il s'inspire de la forme de la raie manta pour concevoir les vaisseaux des envahisseurs extra-terrestres, et dans La Machine à explorer le temps il simule l'accélération du temps par des effets image par image.
À la fin des années 1960 2001, l'Odyssée de l'espace marque une avancée importante dans les effets spéciaux qui sont utilisés dans les films de science-fiction et de space-opera de cette période jusqu'aux années 1990. Douglas Trumbull, qui réalisa aussi les effets spéciaux de Rencontre du 3e type ou de Star Trek, le film, a conçus notamment les effets spectaculaire de la «porte des étoiles», le tunnel lumineux qui défile à la fin du film.
Les années 1970 et 80 voient l'utilisation généralisée d'effets spéciaux mécaniques, Rob Bottin réalise les effets de transformations du loup-garou dans Hurlements et de l'extra-terrestre protéiforme de The Thing, Carlo Rambaldi participe avec H.R. Giger à la réalisation du monstre d'Alien et créé E.T. pour Spielberg.
1982 apparaissent les effets spéciaux numériques en 3D avec Tron conçus principalement par la société Mathematic Application Group Inc. Suivent dans les années 1990, les innovations dues à la société Industrial Light & Magic qui réalise les effets numériques d'Abyss, Terminator 2 : Le Jugement dernier, Jurassic Park et ses suites, ou encore La Momie,. Depuis les années 2000 les effets numériques ont connu une évolution technologique significative, Matrix (film) innove avec le procédé du » bullet time » qui permet de figer un mouvement dans l'espace en usant de ralentis extrêmes, la transformation numérique de Brad Pitt dans L'Étrange Histoire de Benjamin Button (2009), jusqu'aux effets de capture de mouvement extrêmement élaborés pour le film Avatar de James Cameron.

### Maquillages

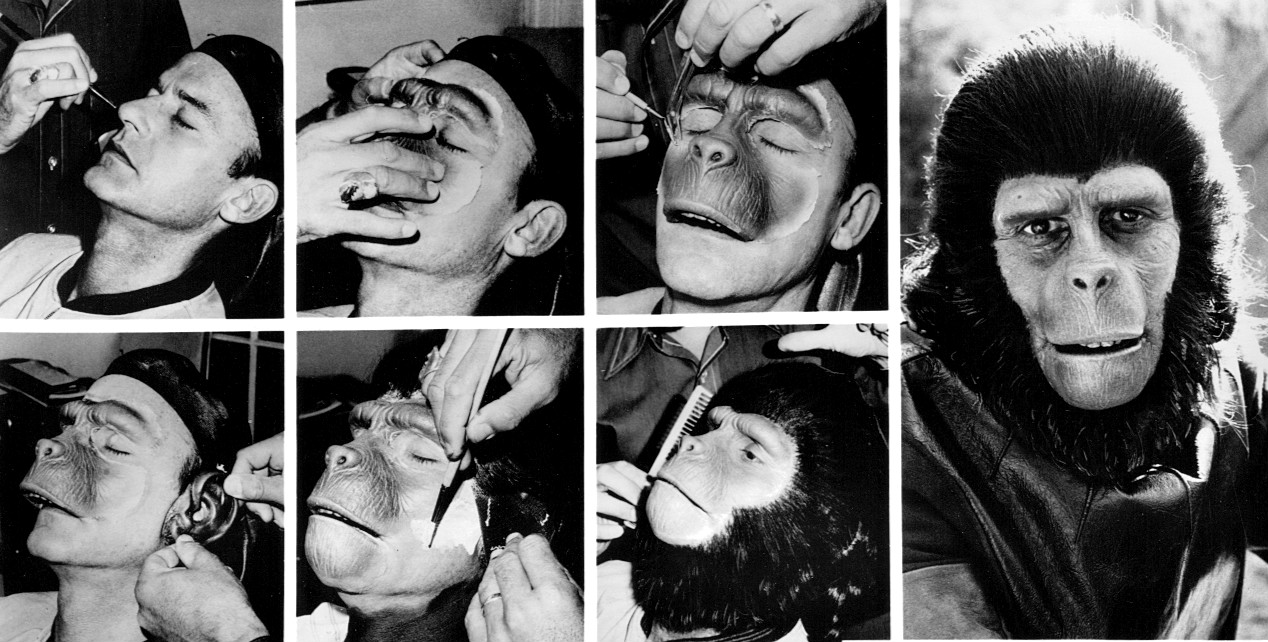
Roddy McDowall maquillé en chimpanzé pour la série La Planète des singes tiré du film du même titre (1974).

Cecil Holland est considéré comme le pionnier des effets spéciaux de maquillage. Il expérimente à partir de 1916 différents moyens à partir de latex, et de cire et en 1921 il utilise la peau des coquilles d'œufs pour simuler le blanchissement des yeux d'un aveugle pour le film The Love Night. L'un des premiers maquillages marquant du fantastique est celui de Nosferatu le vampire de Murnau joué par Max Schreck, son illusion fut telle qu'elle est à l'origine d'une légende lancé par Ado Kyrou qui prétendait que l'acteur n'existait pas et que le vampire avait été incarné par Murnau lui-même.
Avec Lon Chaney le maquillage va être étroitement lié au cinéma fantastique et d'horreur. Élaborant ses propres maquillages, il parvient à l'aide de prothèses et de déguisements à se rendre monstrueux et méconnaissable, comme dans le Fantôme de l'opéra, ou en Quasimodo pour Notre-Dame de Paris. Après sa mort et marquant les débuts du cinéma fantastique parlant, son successeur dans cette activité est Jack Pierce qui réalise les maquillages du monstre de Frankenstein qui firent sa renommée, de la momie et du loup-garou. À la fin des années 1930, Jack Dawn innove en utilisant pour la première fois des prothèses en mousse de latex pour les maquillages du lion peureux, de l'épouvantail et de l'homme de fer blanc, du film Le Magicien d'Oz.
Dans les années 1940, l'un des maquillages les plus marquants du cinéma fantastique, est celui de la bête pour le film de Jean Cocteau La Belle et la Bête. Jean Marais dût endurer pendant cinq heures le masque fait de vrais poils, fabriqué par le perruquier Pontet d'après les dessins de Christian Bérard, que l'acteur appliquait lui-même assisté du maquilleur Hagop Arakelian. Dans les années 1960 à 1970, la Hammer reprend les anciens mythes du fantastique. Mais les maquillages de Jack Pierce étant protégés par le copyright, le maquilleur Phil Leakey doit réinventer un nouveau masque pour le monstre de Frankenstein joué par Christopher Lee dans Frankenstein s'est échappé, dont l'apparence est plus fidèle au roman. Autre maquillage marquant, celui porté par Oliver Reed dans La Malédiction du loup-garou créé par Roy Ashton très proche de celui de Jean Marais pour la Belle et la Bête.
Le début des années 1970 est marqué par le succès des maquillages de primates de la Planète des singes fait de prothèses et réalisés par John Chambers. Le budget élevé du film obligeait à avoir un résultat convaincant et éviter tout ridicule. Un autre maquilleur accède à la notoriété dans le cinéma fantastique de cette période, le britannique Dick Smith célèbre pour son travail dans L'Exorciste de William Friedkin et qui compte parmi ses disciples plusieurs maquilleurs de renom des années 1980 et 1990 dont plus particulièrement Rick Baker. Le britannique Christopher Tucker (en), marque les effets spéciaux de maquillage avec son travail sur Elephant Man (1981) où il emploie des prothèses corporelles en mousse de latex pour figurer des déformations du corps de John Merrick.
Rick Baker s'impose à partir des années 1980 comme l'un des plus importants maquilleurs du cinéma fantastique, avec ses réalisations sur le Loup-garou de Londres (1981), Ed Wood et la Planète des singes de Tim Burton (1995 et 2001), Men in Black et The Wolfman (2010), pour ces derniers, en mélangeant des effets mécaniques et des animations 3D.

### Effets sonores et musiques
Avec l'apparition du cinéma parlant au début des années 1930, le son prend son importance dans le cinéma fantastique . L'un des premiers films caractérisant les effets sonores est L'Homme invisible de James Whale. Pour Charles Tesson l'homme invisible est : « l'inverse d'un personnage de film muet que l'on voit mais que l'on entend pas. ». Le son est l'un des effets qui permet de rendre un climat inquiétant ou lugubre. Les bruits naturels peuvent revêtir une signification horrifique, comme des cris d'animaux, de loups dans les films de loup-garous, de hiboux ou de corbeaux dans les films de vampires, ou le bruissement du vent dans les feuilles d'arbres dans les films de fantômes.
Dans un autre registre, la musique de film donne aussi une identité musicale aux films fantastiques. Par ses thèmes musicaux elle participe à l'ambiance étrange ou terrifiante du film. Certains des personnages classiques du fantastiques, comme le monstre de Frankenstein ou Dracula, sont accompagnés d'un thème musical qui annonce leur venue. La musique des films fantastiques doit aussi beaucoup à l'influence de la musique classique due en partie au fait que certains compositeurs spécialisés dans le genre comme Jerry Goldsmith ou Elliot Goldenthal ont étudié avec des compositeurs classiques. Des compositeurs classiques comme Richard Strauss, Jean Sibelius, ou Gustav Holst ont influencé la musique de films fantastiques. Ainsi Les Planètes œuvre symphonique de Holst a souvent inspiré des films de science-fiction. Bernard Herrmann est l'un des compositeurs notables pour ses musiques inquiétantes pour Psychose, et aussi pour l'absence totale de musique dans Les Oiseaux, film qui repose en grande partie sur des effets sonores très élaborés. L'originalité de sa musique doit surtout à l'emploi de dissonances, d'accords augmentés, et d'ostinatos, qui caractérisent son style. Certains compositeurs se sont spécialisés dans un genre spécifique comme la science-fiction ou l'horreur. James Bernard par exemple fut l'un des musiciens les plus notables des productions de la Hammer, ayant composé la musique identifiable de la plupart des classiques du genre comme Le Cauchemar de Dracula, Frankenstein s'est échappé ou Le Chien des Baskerville.

### Mises en scène
Plusieurs effets visuels et de mise en scène servent à renforcer l'ambiance surnaturelle ou angoissante d'un film fantastique. Parmi ces procédés le hors-champ est souvent utilisé pour provoquer une peur en dissimulant la cause de cette peur. Ou au contraire tenter de donner une impression de sécurité, quand le héros éloigne le monstre du cadre visible. Très utilisé dans les années 1940, notamment dans les films de Jacques Tourneur, il est un des procédés les plus représentatifs du genre. Dans Halloween le montage sert à dissimuler ou a montrer, au gré des plans, le tueur, renforçant l'horreur du récit. En 1968, George Romero fait un emploi original du hors-champ dans La Nuit des morts-vivants en situant le danger — un zombie marchant dans le cimetière — dans l'arrière-plan de l'image derrière les protagonistes du récit, et non plus en dehors du champ.
Le plan subjectif ou caméra subjective, choisit de montrer le film ou une séquence du film, selon la perception visuelle du principal protagoniste. Il est introduit dans le fantastique par Rouben Mamoulian en 1931, avec Docteur Jekyll et M. Hyde dont le processus de transformation du docteur en Mister Hyde est tournée en caméra subjective. Dans les années 1990 ce procédé est popularisé par le succès des films le Projet Blair Witch en 1999, et Rec en 2007, entièrement tournés du point de vue subjectif, et qui donne naissance à un sous-genre du film d'horreur, le found footage.
Dans le film Sueurs froides, pour accentuer l'effet de vertige de certaines scènes, Hitchcock fait un travelling contrarié, qui consiste à faire un travelling arrière tout en zoomant vers l'avant, ce qui donne une impression brusque de malaise et de profondeur, cette technique ainsi que le procédé inverse (travelling avant et zoom arrière) ont été par la suite utilisés dans plusieurs films fantastiques comme Les Dents de la mer, Hurlements, Hardware, ou The Descent.
À la fois sonore et visuel, l'effet-bus (aussi désigné effet-choc), est un effet qui joue sur l'angoisse et le suspens. Introduit par Jacques Tourneur dans son film La Féline il tient son nom, d'une scène où le personnage d'Alice est suivie dans une rue déserte par la femme-panthère que l'on devine sans la voir. Au moment où le spectateur pense qu'Alice va être attaquée par la femme-panthère dont on entend le feulement, un autobus surgit brusquement devant elle. Cet effet de rupture, basé sur la surprise du spectateur, est un classique du film d'épouvante, repris dans les slashers et les films gores. Evil Dead 2 par exemple, est entièrement basé sur une série d'effets-bus.

## Mélange des genres

### Animation fantastique

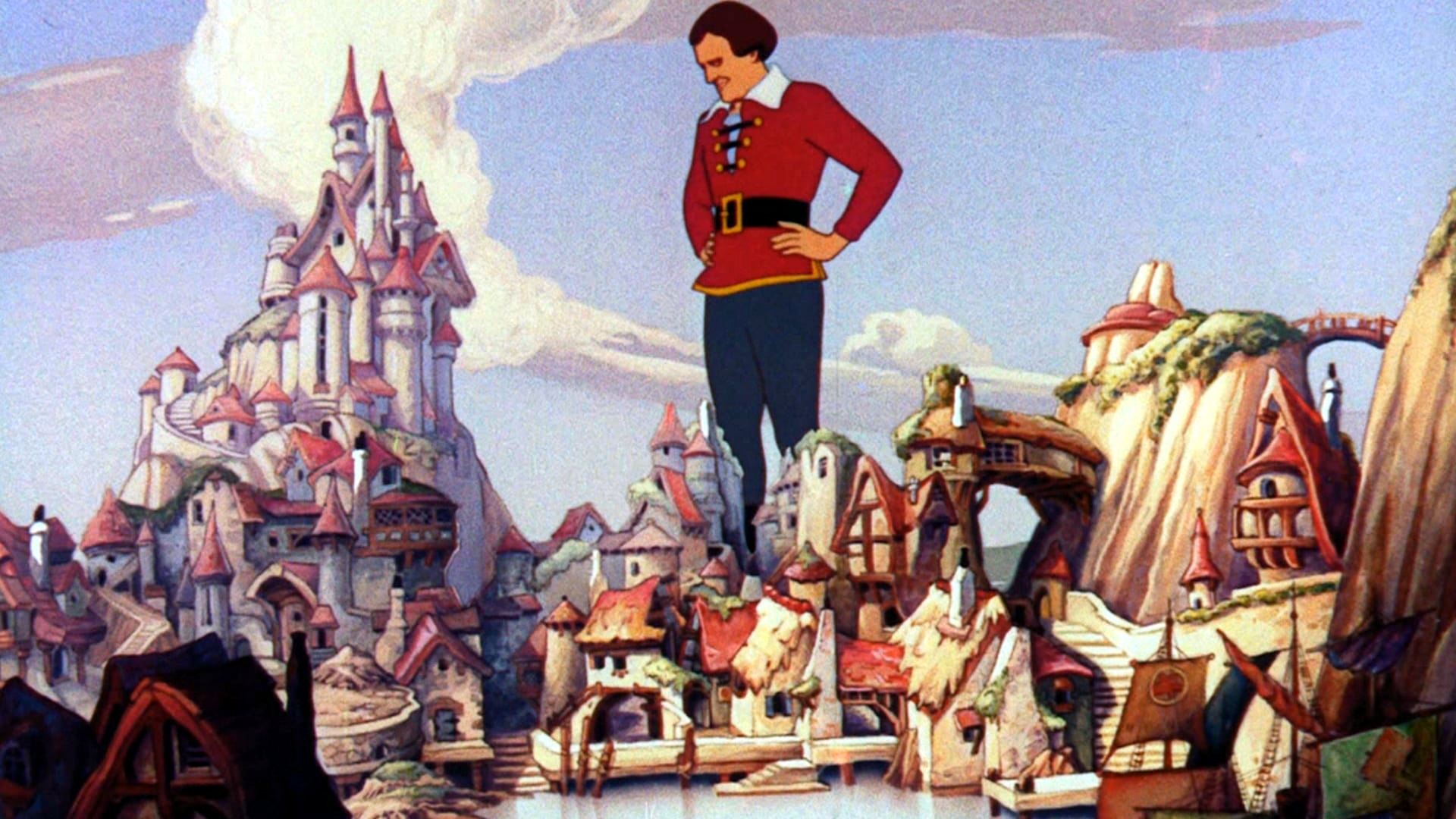
Les Voyages de Gulliver de Max et Dave Fleischer.

Par nature, l'animation par sa capacité de mettre en image des environnements imaginaires ou des animaux qui parlent, peut être considérée comme fantastique dans le sens le plus large du terme. Cependant, seuls les films, dont les thématiques et arguments appartiennent au domaine du fantastique se rattachent au genre. L'un des pionniers de l'animation Winsor McCay créateur de Little Nemo, réalise deux films d'animation fantastiques How a Mosquito Operates en 1912 et Gertie le dinosaure en 1914. Avec Walt Disney commence l'hégémonie du dessin animé américain qui va dominer des années 1930 aux années 1980. Si Walt Disney se spécialise principalement dans l'adaptation de conte de fée et d'œuvres appartenant au domaine de la fantasy et du merveilleux, il marque l'animation fantastique avec son troisième long métrage Fantasia à travers les deux séquences, le Sacre du printemps représentant des dinosaures évoluant sur la musique d'Igor Stravinsky, et Une nuit sur le mont Chauve avec le diable rendant la vie à des spectres qui participent à un sabbat, d'après la musique de Modeste Moussorgski. À la même période les frères Max et Dave Fleischer, réalisent Les Voyages de Gulliver où ils emploient le procédé de la rotoscopie pour rendre les mouvements des personnages réalistes. La rotoscopie est utilisée des décennies plus tard par l'animateur indépendant Ralph Bakshi qui, dans les années 1980, est le premier à adapter pour le cinéma Le Seigneur des anneaux de Tolkien, et réalise un film d'heroic fantasy Tygra, la glace et le feu avec la collaboration de l'illustrateur Frank Frazetta.
D'Europe l'animation fantastique, est représentée en France principalement par Paul Grimault, dans une veine poétique et surréaliste, et qui laisse un long métrage d'animation le Roi et l'Oiseau commencé en 1950 et achevé en 1980. et René Laloux qui, avec Roland Topor produit le long métrage de science-fiction La Planète sauvage (1973), et avec Moebius les Maîtres du temps (1980). L'animation dans les pays de l'est, est marquée par les productions du studio de Zagreb avec l'adaptation du Masque de la mort rouge d'après Poe, animé par Vatroslav Mimica, et la Tchécoslovaquie avec principalement la figure de Jiří Trnka et ses marionnettes animées. Hormis la France, c'est de Grande-Bretagne que sont produits deux films marquants de l'animation fantastique d'Europe de l'Ouest, La Ferme des animaux d'après George Orwell (1954) et le film d'animation psychédélique Yellow Submarine inspiré de l'album de The Beatles.
L'animation fantastique est dominée depuis les années 1980 par l'Asie par l'intermédiaire des productions japonaises. Elles commencent à émerger dans les années 1950 avec les premières productions de la Toei Company, et connaissent la consécration avec nombre de séries animées inspirées par les univers futuristes et les robots. Les représentants les plus importants de cette animation fantastique sont Osamu Tezuka créateur d'Astro, le petit robot, Hayao Miyazaki qui marque la filmographie avec plusieurs longs-métrages d'inspirations fantastiques et féeriques, et Katsuhiro Ōtomo qui réalise le post-apocalyptique Akira. Les années 1990 vont donner lieu à plusieurs films d'animations se situant dans des univers et des ambiances cyberpunk dont se démarquent Ghost in the Shell (1995) et Jin-Roh, la brigade des loups (1999).

### Comédie fantastique

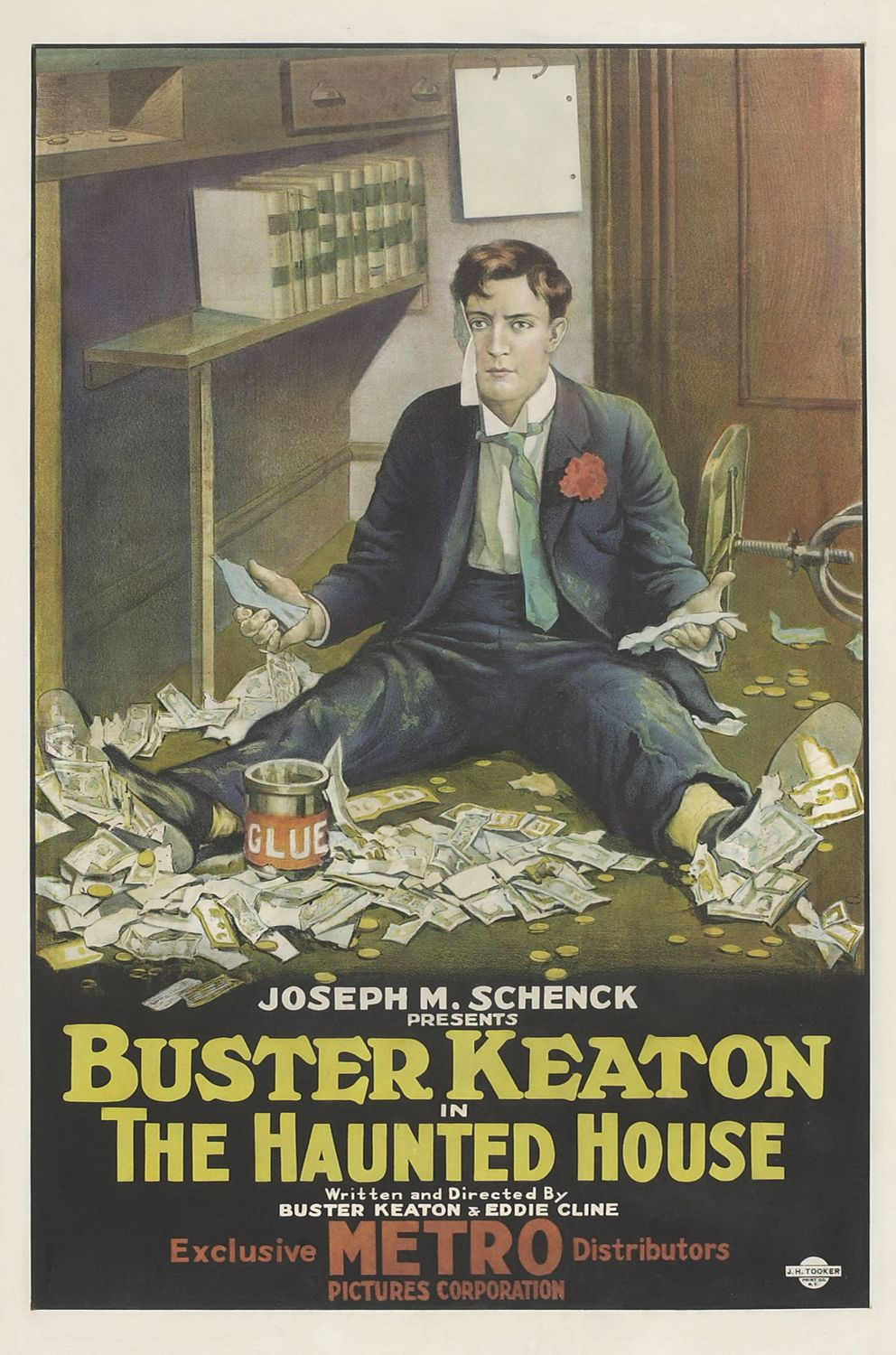
Affiche de Malec chez les fantômes de Buster Keaton (1923).

Pour Gérard Lenne, le comique et le fantastique ont en commun de reposer sur « la rupture d'un ordre ». L'humour a été associé au fantastique dès les premiers temps du cinéma muet, et repose en grande partie sur le pastiche et la parodie, en détournant les codes du genre. Les deux stars du burlesque Charlie Chaplin et Buster Keaton ont repris dans leurs courts-métrages des thèmes fantastiques. Dans Malec chez les fantômes et dans Les Trois Âges, Keaton se trouve confronté successivement à des fantômes ou à des animaux préhistoriques. Dans les années 1940 et 1950 la parodie fantastique gagne en popularité avec les films du duo Abbott et Costello qui se confrontent dans sept productions aux monstres classiques du fantastique popularisés par Universal, avec la participation de plusieurs stars du genre comme Boris Karloff, Béla Lugosi ou Lon Chaney Jr.. De cette série se détache Deux Nigauds contre Frankenstein.
En France, l'un des premiers films à associer fantastique et humour est François 1er sur le thème du voyage dans le temps, avec Fernandel. Dans les années 1950, Bourvil est la vedette d'une comédie fantastique d'après Marcel Aymé Garou-Garou, le passe-muraille, et il faut attendre 1969 pour qu'une nouvelle comédie fantastique sorte en France avec Hibernatus de Molinaro, joué par Louis de Funès. Le voyage dans le temps est aussi à l'origine d'un des succès de la comédie des années 1990 avec Les Visiteurs.
Dans les années 1960 et 1970 trois parodies vont marquer la filmographie fantastique, Docteur Jerry et Mister Love de Jerry Lewis, Le Bal des vampires de Roman Polanski et Frankenstein Junior de Mel Brooks. Ce dernier réalisa aussi une autre parodie avec Dracula mort et heureux de l'être en 1995. Toujours dans les années 1960 Disney produit Le Fantôme de Barbe-Noire avec Peter Ustinov dans le rôle du fantôme du célèbre pirate. Les années 1970 sont aussi la décennie de plusieurs comédies de science-fiction avec Schlock de John Landis (1973) et Woody et les Robots de Woody Allen (1974). Les années 1980 est la décennie d'une importante productions de comédies fantastiques en tous genres, avec les succès de la trilogie de Retour vers le futur (1985) qui renouvelle le thème du voyage dans le temps. Joe Dante réalisateur qui a déjà dans ses films d'horreur incorporé de l'humour, réalise Gremlins sur le thème de l'invasion de créatures incontrôlables (1984). Les fantomes inspirent deux comédies à succès SOS Fantômes d'Ivan Reitman (1984), et Beetlejuice de Tim Burton (1988), et Mel Brooks parodie Star Wars avec La Folle Histoire de l'espace (1987),. Dans les années 1990, à nouveau Tim Burton qui, cette fois-ci, parodie le cinéma de science-fiction des années 1950 avec Mars Attacks!, et dans les années 2000 la série des Scary Movie pastiche les slashers et plus particulièrement la série des Scream.

### Western fantastique
Genres antinomiques, le western et le fantastique ont pourtant été associés dans certains films. Des westerns ont incorporé des éléments irrationnels, mystérieux ou surnaturels, autant dans des films à petits budgets, comme Billy the Kid contre Dracula ou Jesse James contre Frankenstein, que dans la série Les Mystères de l'Ouest, et dans les western-spaghettis. Dans Django Sergio Corbucci affuble son héros d'un cercueil qu'il transporte durant tout le film et dont le contenu est révélé lors de la fusillade finale dans le cimetière. Autre western-spaghetti évoquant par son ambiance le fantastique Blindman, le justicier aveugle de Ferdinando Baldi. Clint Eastwood mêle le fantastique dans deux de ses westerns L'Homme des hautes plaines et Pale Rider où le héros est accompagné d'une part de mystère. Dans le cinéma fantastique certains films font référence au western par les paysages, ou les codes formels, comme La Vallée de Gwangi où des cow-boys capturent au lasso un allosaurus animé par Ray Harryhausen, ou Mondwest, situé dans un parc d'attractions reconstituant l'univers du far-west, avec un robot humanoïde à l'apparence de cow-boy qui se détraque et tue des visiteurs. Pour ce rôle Yul Brynner reprend l'apparence du personnage de Chris qu'il jouait dans Les Sept Mercenaires.

### Péplum et fantastique

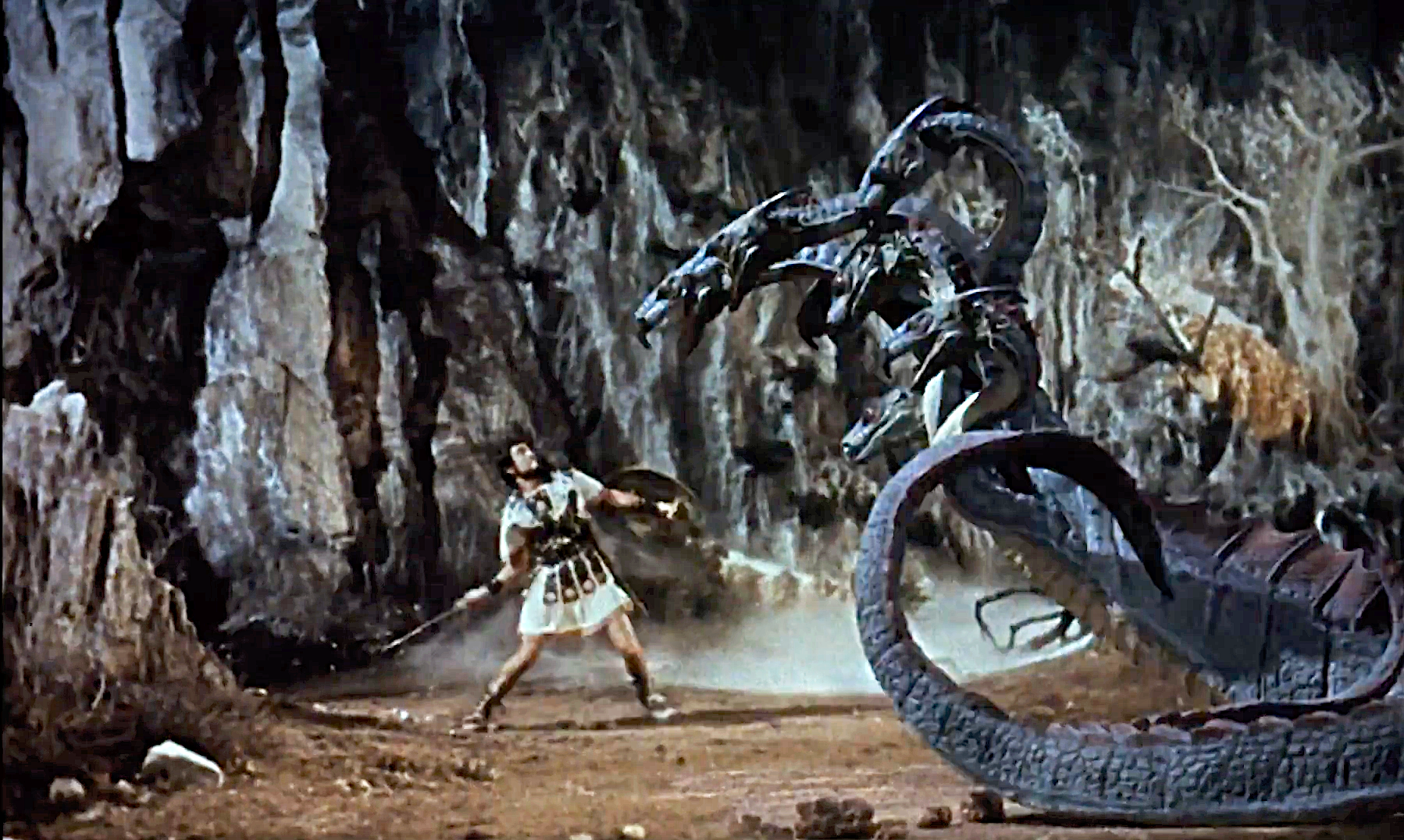
Scène tirée de Jason et les Argonautes (1963).

Le péplum, genre né en Italie, est principalement consacré à l'évocation de l'histoire antique grecque et romaine, et se rattache au genre du cinéma historique. Cependant, il regroupe aussi des films mettant en scène les récits mythologiques ou bibliques ou qui associent des éléments fantastiques et surnaturels. Dans la filmographie on y trouve des récits tirés de la Bible comme Samson et Dalila, de l'Odyssée comme Ulysse, ou librement inspiré de la mythologie comme la série des Hercules avec Steve Reeves. L'un des personnages représentatifs du péplum fantastique est Maciste, que plusieurs réalisateurs italiens font évoluer dans des ambiances fantastiques, depuis Maciste aux enfers film muet réalisé par Guido Brignone en 1925, jusqu'à Maciste en enfer de 1962 réalisé par Riccardo Freda. Ray Harryhausen participe aux effets spéciaux de deux péplums fantastiques, celui de Don Chaffey Jason et les Argonautes considéré comme son chef-d'œuvre et Le Choc des Titans.

### Fantastique érotique
Dans la littérature le fantastique a entretenu une part d'érotisme dans des œuvres comme le Portrait de Dorian Gray ou le Dracula de Bram Stoker. Mais c'est surtout à partir des années 1960 que l'érotisme s'impose dans le cinéma fantastique, avec les productions de la Hammer, qui se démarquent alors des productions hollywoodiennes contraintes par les restrictions du code Hays. La nudité, d'abord suggéré au début des productions de la Hammer, devient plus explicite dans les années 1970. Les films pornographiques et érotiques vont souvent reprendre des thèmes et des figures comme Dracula, le Monstre de Frankenstein ou le docteur Jekyll, ou donner des versions érotiques ou pornographiques de films fantastiques comme 2001 l'Odyssée de l'espace (2069 a sex Odyssey 1974), Mondwest (Sex World 1978), ou Star Wars (Sex War 1985).

### Monographies
- Gérard Lenne, Le Cinéma « fantastique » et ses mythologies, Paris, Henri Veyrier, 1985, 206 p. (ISBN 2-85199-375-5)

- Gérard Lenne, Histoires du cinéma fantastique, Paris, Seghers, 1989, 167 p. (ISBN 2-232-10249-1)

- Patrick Brion, Le Cinéma fantastique : Les grands classiques américains, Paris, Édition de la Martinière, septembre 1994, 360 p. (ISBN 2-7324-2094-8)

- Alain Pelosato, Le Cinéma fantastique, Pantin, éditions Naturellement, 1998, 319 p. (ISBN 2-910370-40-2)

- Frank Lafond, Cauchemars américains : fantastique et horreur dans le cinéma moderne, Liège, éditions du Céfal, 2003, 238 p. (ISBN 2-87130-122-0)
- Franck Henry, Le Cinéma Fantastique, Paris, Cahiers du cinéma : SCÉRÉN-CNDP, coll. « Les petits cahiers », février 2009, 95 p. (ISBN 978-2-86642-544-9)

- Marie-Soledad Rodriguez (dir.), Le Fantastique dans le cinéma espagnol contemporain, Paris, Presses Sorbonne Nouvelle, 2011, 184 p. (ISBN 978-2-87854-501-2)
- Frédéric Gimello-Mesplomb (dir.), L'invention d'un genre: le cinéma fantastique français, ou, les constructions sociales d'un objet de la cinéphilie ordinaire, L'harmattan, 2012, 216 p. (ISBN 978-2-296-96806-6, HAL hal-01858212, lire en ligne)
- John Landis (trad. de l'anglais), Créatures fantastiques et monstres au cinéma : 100 ans de cauchemar, Paris, Flammarion, 2012, 319 p. (ISBN 978-2-08-127714-4)
- Jean-Pierre Andrevon (dir.), 100 ans et plus de cinéma fantastique et de science-fiction, Pertuis, Rouge profond, 2013, 1083 p. (ISBN 978-2-915083-56-9)
- Frank Lafond, Dictionnaire du cinéma fantastique et de science-fiction, Paris, éditions Vendémiaire, 2014, 414 p. (ISBN 978-2-36358-145-7 et 2-36358-145-8)

- Christophe Champclaux et Linda Tahir-Meriaux (trad. de l'anglais), Le Film fantastique, Paris, Le Courrier du livre, coll. « Ciné Vintage », 2016, 176 p. (ISBN 978-2-7029-1277-5)

- Sylvain Ménard, Symphonies Fantastiques : Musiques de films fantastiques et de science-fiction, Rosières-en-Haye, Camion Blanc, 2016, 723 p. (ISBN 978-2-35779-758-1)

### Genres voisins et sous-genres
- Éric Dufour, Le cinéma d'horreur et ses figures, Paris, Presses universitaires de France, coll. « Lignes d'art », 2006, 204 p. (ISBN 978-2-200-35548-7), « Cinéma fantastique et cinéma d'horreur », p. 55-67
- Michel Chion, Les films de science-fiction, Paris, Les Cahiers du cinéma, 2008, 413 p. (ISBN 978-2-86642-560-9), « Frontières entre science-fiction, fantastique et merveilleux », p. 41-42
- Valérie Palacios, Le cinéma gothique : Un genre mutant, Rosières-en-Haye, Camion Noir, 2009, 215 p. (ISBN 978-2-35779-015-5)

### Généralités
- Michel Marmin (dir.), Le Cinéma : Grande histoire illustrée du 7e art, t. 4, 5, 7, Paris, éditions Atlas, 1983 (BNF 34306501)
- Raphaelle Moine (dir.), Les genres du cinéma, Paris, Armand Colin, coll. « Armand Colin Cinéma », 2008, 204 p. (ISBN 978-2-200-35548-7)
- Vincent Pinel (dir.), Genres et mouvements au cinéma, Paris, Larousse, 2009, 239 p. (ISBN 978-2-03-584342-5)
- Pascal Pinteau, Effets spéciaux : deux siècles d'histoires, Paris, Bragelonne, 2015 (1re éd. 2003), 848 p. (ISBN 978-2-35294-908-4)

### Revue
- Jean-Claude Romer, « Tentative de définition du fantastique », L'Écran Fantastique, Paris, Média Presse Edition, no 23,‎ mars 1982, p. 4-7 (lire en ligne)
- Gilles Menegaldo, « Cinéma fantastique : échanges critiques France/États-Unis », Revue française d’études américaines, Paris, Belin, no 88,‎ février 2001, p. 62-78 (ISBN 9782701129167, lire en ligne)